# BDSM

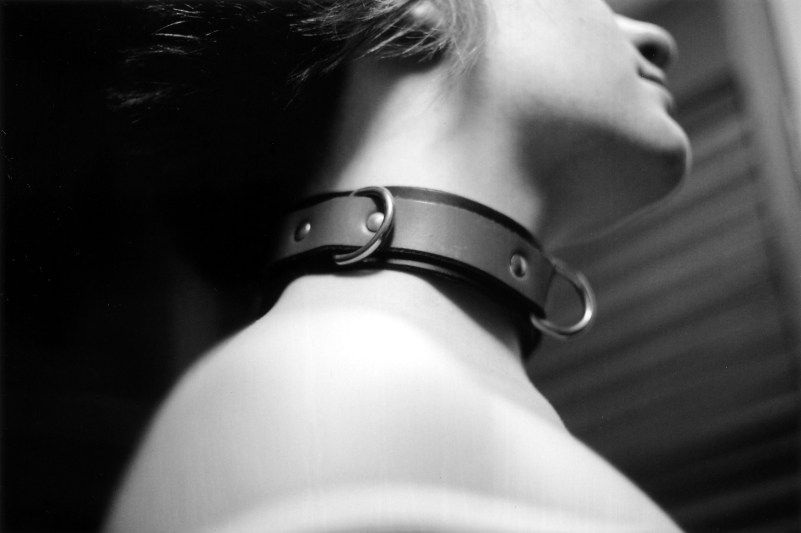
Halsband und Ring der O sind gebräuchliche Symbole des BDSM

BDSM ist die Sammelbezeichnung für eine Gruppe von Sexualpräferenzen, die oft unschärfer auch als Sadomasochismus (kurz SM oder Sado-Maso) bezeichnet werden. Das mehrschichtige Akronym wird aus den Anfangsbuchstaben der englischen Bezeichnungen Bondage & Discipline, Dominance & Submission und Sadism & Masochism gebildet. 
Der Begriff umfasst eine Gruppe von sexuellen oder sexualisierten Verhaltensweisen, die unter anderem mit Dominanz und Unterwerfung, spielerischer Bestrafung sowie Lustschmerz oder Fesselspielen in Zusammenhang stehen. Er entstand in den 1990er Jahren zunächst in der Alltagskultur und wird inzwischen auch in der wissenschaftlichen Literatur verwendet.
In der subkulturellen Szene der Praktizierenden haben sich bestimmte Verhaltensregeln, eine eigene „Sprache“, Sicherheitskonventionen und Symbole etabliert. Die Szene trifft sich beispielsweise bei Stammtischen und SM-Partys, inzwischen spielt auch das Internet für die Kommunikation innerhalb der Subkultur eine wichtige Rolle. BDSM wird manchmal mit sexueller Gewalt und einer stereotypen weiblichen Rolle assoziiert, weshalb sowohl innerhalb der Subkultur wie auch aus dem Feminismus zum Teil heftige Kritik formuliert wird. Diese Verbindung zeigt sich auch in der rechtlichen Bewertung, die länderübergreifend sehr unterschiedlich ausfällt.
Es ist unklar, wie viele Menschen tatsächlich BDSM praktizieren oder von solchen Praktiken fantasieren; die empirischen Untersuchungen reichen von 2 bis 62 % der Bevölkerung. Einvernehmlicher Sadismus und Masochismus werden heute nur noch unter bestimmten Umständen in medizinische Klassifikationssysteme eingeordnet. Seit der Veröffentlichung des DSM-5 im Jahr 2013 schreibt die Fachwelt Paraphilien nicht mehr grundsätzlich Krankheitswert zu. 
Inzwischen hält eine interdisziplinäre Betrachtung (z. B. unter dem Einbezug moderner neurowissenschaftlicher Verfahren) Einzug in die Erforschung und frühere psychopathologische Ätiologiemodelle weichen einem biopsychosozialen Modell ohne Pathologisierung. Die BDSM-Szene arbeitet in verschiedenen Vereinigungen und mit Öffentlichkeitsarbeit gegen Stigmatisierung an und wirbt um mehr Verständnis für diese speziellen Vorlieben. Soziologische Untersuchungen beschäftigen sich unter anderem auch mit der Verteilung der einzelnen Präferenzen und deren Ausgestaltung in verschiedenen Gruppen der Subkultur. 
Historische Bezüge zu sadomasochistischen Praktiken reichen weit zurück, ab Mitte des 20. Jahrhunderts entstand langsam die Subkultur aus der Lederszene und begann, sich selbst ab den 1970er Jahren auch als solche zu definieren. In der Literatur gibt es zahlreiche Beispiele für sadomasochistische Praktiken. Zu den bekanntesten Autoren gehören Marquis de Sade und Sacher-Masoch, von denen auch die Begriffe Sadismus und Masochismus abgeleitet wurden. BDSM-Bezüge finden sich in der zeitgenössischen Musik, in Film, Fernsehen, im Theater und Marketing. BDSM als Thema in der Kunst ist häufig mit Fetischismus verbunden; es gibt viele Comics, Fotografien und Zeichnungen, die beide Themen porträtieren.

## Grundlagen
BDSM ist ein Sammelbegriff für bestimmte Arten sexuellen Verhaltens und Erlebens. Unter dem Begriff vereinigen sich verschiedene Subkulturen, die zum Teil sehr unterschiedliche Begriffe und eine eigene „Sprache“ verwenden. Alle Varianten des BDSM haben gemeinsam, dass sich die Beteiligten freiwillig aus ihrer Gleichberechtigung in ein verändertes Machtgefüge begeben. Der devote Partner gibt dabei einen bestimmten Teil seiner Autonomie ab und überlässt sie dem dominanten Partner (Power Exchange).

### Verhaltenskodex
Die Freiwilligkeit als entscheidendes Kriterium gilt grundsätzlich bei allen sexuellen Handlungen. Um bei potenziell risikobehafteten Aktivitäten Einvernehmlichkeit zwischen den Beteiligten sicherzustellen und damit die verwendeten Praktiken von strafbarer sexueller Gewalt klar abzugrenzen, gibt es in der BDSM-Szene weitgehend akzeptierte Verhaltensregeln. Die Einvernehmlichkeit zwischen den Beteiligten grenzt BDSM sowohl rechtlich als auch ethisch von Vergehen oder Verbrechen gegen die sexuelle Selbstbestimmung und von Gewalt und Missbrauch ab. Die Einwilligung zu einem sadomasochistischen Geschehen kann demnach nur geben, wer die Folgen seiner Zustimmung hinreichend abschätzen kann. Generell muss es möglich sein, die Einwilligung jederzeit widerrufen zu können, beispielsweise mit einem vorher vereinbarten Signalwort, einem sogenannten Safeword.
Diese Grundprinzipien werden seit den 1990er Jahren unter der englischen Bezeichnung safe, sane and consensual (SSC) zusammengefasst. Dies bedeutet so viel wie „sicher, mit klarem Verstand und in gegenseitigem Einverständnis“. Einige Anhänger des BDSM bevorzugen einen etwas anderen Verhaltenskodex mit der englischen Bezeichnung RACK (risk-aware consensual kink), was etwa so viel bedeutet wie „risikobewusstes, einvernehmliches sexuelles Handeln“; sie wollen damit stärker die das Risikopotenzial betreffende Eigenverantwortung der beteiligten Partner betonen.
Trotz der umfangreichen Konventionen im Bereich Sicherheit kommt es auch im BDSM-Bereich zu Übergriffen. Eine 2015 veröffentlichte Studie der National Coalition for Sexual Freedom mit 4598 Personen aus den USA ergab, dass 29 % der Befragten im Zusammenhang mit BDSM eine Verletzung der vereinbarten Rahmenbedingungen erlebt hatten. 8,9 % der Befragten wurden ohne ihre Einwilligung oral, anal oder vaginal penetriert (12,5 % Frauen, 3 % Männer, 10,6 % Queer und 8,7 % Transgender). Nur 29 Personen brachten diese Vorfälle zur Anzeige, obwohl 96 von ihnen eine Verletzung erlitten hatten, die medizinische Hilfe erforderte.

### Weitverbreitete Rollenmodelle

#### Top und Bottom

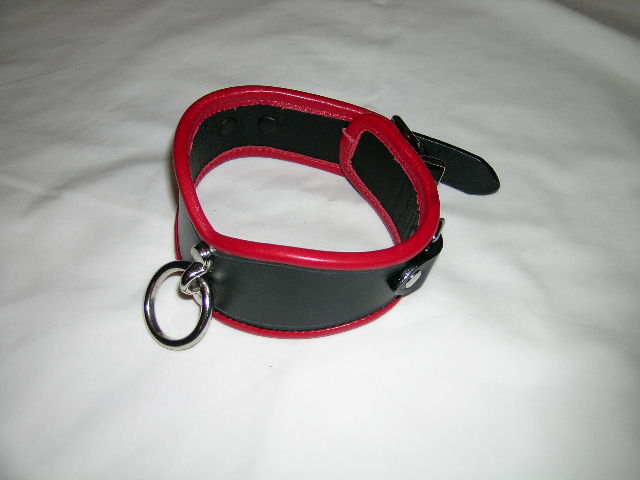
Halsband, wie es häufig von Bottoms getragen wird. Es dient als Symbol der Unterwerfung

Im BDSM nennt man den Partner Top (engl. oben) oder Dom, der die aktive Rolle in einer meist durch die Ausübung von Schmerz, Erniedrigung oder Unterwerfung geprägten BDSM-Handlung hat. Der als Bottom (engl. unten) oder Sub bezeichnete Partner setzt sich für eine bestimmte Zeit freiwillig solchen Handlungen aus und ist der sogenannte passive Teil. Häufig ist der Bottom derjenige, der zum Beispiel durch seine Festlegung von Grenzen und Tabus die Handlung im Wesentlichen bestimmt. Dieser Rahmen wird im Allgemeinen durch ausgiebige Kommunikation im Vorfeld der eigentlichen Handlung bestimmt, bei der auch sicherheitsrelevante Aspekte wie Safeword, gesundheitliche Einschränkungen etc. besprochen werden.

#### Switch
Einige BDSM-Anhänger switchen, das bedeutet, sie übernehmen sowohl die dominante als auch die devote Rolle. Sie praktizieren dies entweder innerhalb einer einzigen Handlung oder nehmen diese unterschiedlichen Rollen in unterschiedlichen Sessions mit demselben oder mit unterschiedlichen Partnern ein.

### Session
BDSM-Handlungen finden während einer festen Zeitspanne meist in Form eines erotischen Rollenspiels statt; ein einzelnes BDSM-Spiel wird Session genannt. Viele der innerhalb von BDSM ausgeübten Praktiken wie Schmerzzufügung, Erniedrigung oder Unterwerfung würden ohne den Zusammenhang zur speziellen sexuellen Vorliebe als unangenehm empfunden werden. Geschlechtsverkehr wie etwa Oral-, Vaginal- oder auch Analverkehr kann innerhalb einer Session vorkommen, ist jedoch nicht essenziell.

## Sicherheit

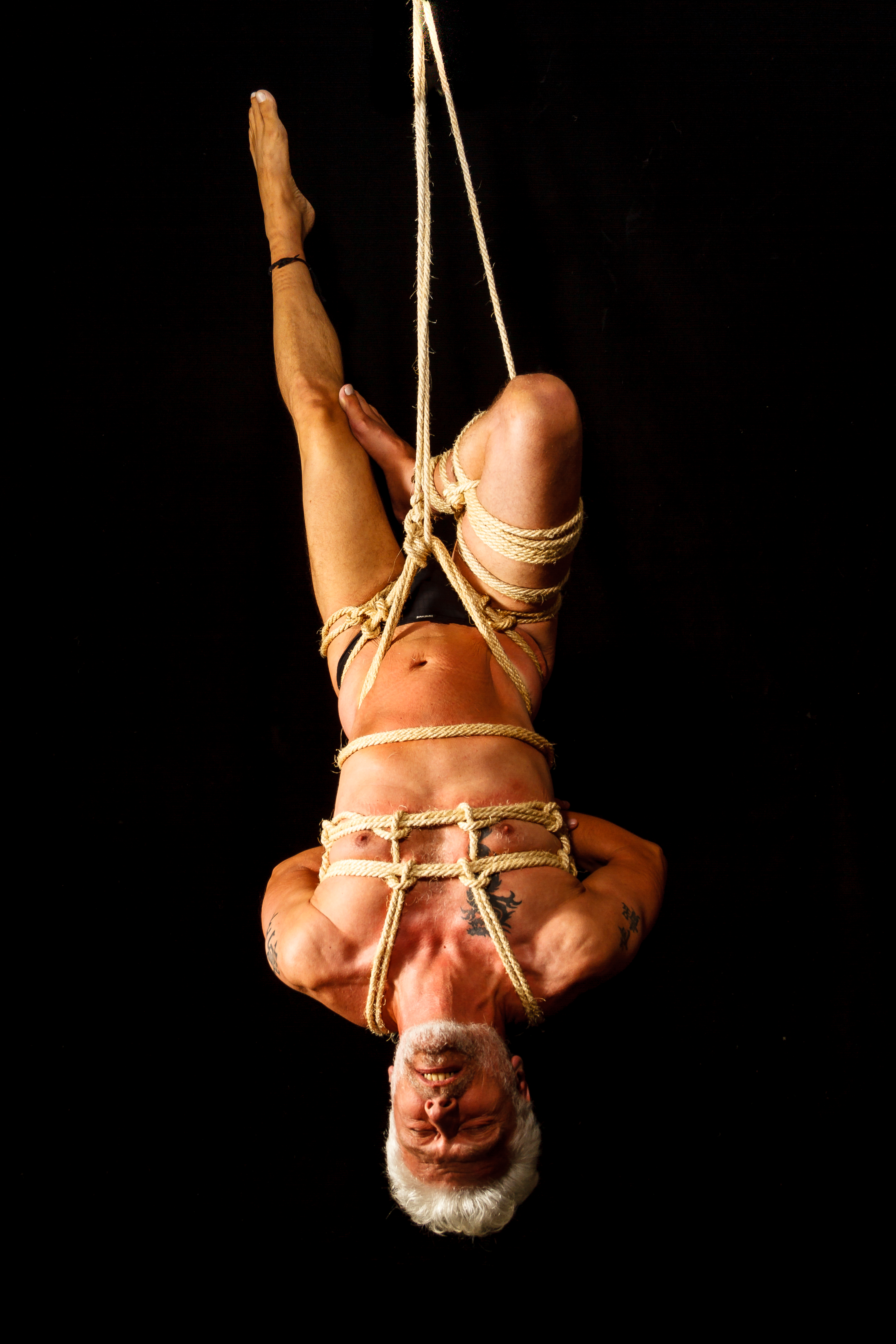
Um eine solche Hängebondage sicher durchzuführen, ist neben theoretischem Wissen auch praktische Erfahrung notwendig

Neben den allgemeinen Empfehlungen für Safer Sex erfordern BDSM-Sessions im Regelfall weitergehende Sicherheitsmaßnahmen als sogenannter „Vanillasex“, d. h. als ein Sexualleben ohne BDSM-Elemente. Damit die Handlungen stets in dem von den Teilnehmern gewünschten Rahmen bleiben, haben sich in der BDSM-Szene eine Reihe von Sicherheitskonventionen etabliert. Dieses Dogma der Sicherheit wird damit erklärt, dass BDSMler versuchen, sich damit von der inhärenten Konnotation von Sex und Gewalt zu lösen. Sie wenden sich damit gegen die Unterstellung, dass BDSM grundsätzlich gefährlich, krankhaft und missbräuchlich sei.
Um die Einvernehmlichkeit der Praktiken sicherzustellen, wird – besonders zwischen unbekannten Partnern – generell zu einem intensiven Vorgespräch über die Wünsche der Beteiligten und den Verlauf sowie die Grenzen der geplanten Aktivitäten geraten. Entsprechende detaillierte Gespräche sind allgemein üblich, meist werden diese im Laufe einer Beziehung zunehmend informeller.
Zusätzlich wird in der Regel auch ein Safeword vereinbart, bei dessen Nennung die Handlung zu jeder Zeit unmittelbar abgebrochen werden muss. Bei realen Treffen virtuell angebahnter Kontakte stellen einige BDSM-Organisationen und -Websites Cover-Möglichkeiten zur Verfügung, die als Schutz bei Blinddates dienen.
Das breite Spektrum unterschiedlichster BDSM-„Spielzeuge“ sowie angewandter physischer und psychischer Manipulations- und Kontrolltechniken macht häufig Detailwissen aus unterschiedlichen Gebieten wie Anatomie, Physik oder Psychologie notwendig. Praktische Sicherheitsaspekte sind generell von entscheidender Bedeutung. Etliche verwendete Techniken lassen sich nicht intuitiv anwenden und erfordern neben Wissen auch Übung und Anleitung. Dies kann z. B. in speziellen Workshops oder durch die Anleitung erfahrener BDSMler erreicht werden. In einer Studie von 2009 gaben 85 % der befragten 1405 praktizierenden BDSMler (überwiegend US-Amerikaner) an, einen Mentor zu haben und mit diesem sowohl praktisches wie auch theoretisches Wissen ausgetauscht zu haben.
Ebenfalls im Bereich Sicherheit verortet wird die Nachsorge des Bottoms. Nach einer Session ist es aufgrund der Ausschüttung von Opioidpeptiden, insbesondere Endorphinen bei intensivem Erleben, durchaus möglich, dass der Bottom einige Minuten oder auch Stunden braucht, um seine körperlichen Bedürfnisse wieder voll wahrnehmen zu können.
In dieser Phase der Erholung wird es als Pflicht des Tops betrachtet, sich um den Bottom zu kümmern und entsprechend zu reagieren. Dies gilt ebenso für Sessions, die abgebrochen werden, weil sich der Bottom mental oder körperlich überfordert fühlt (sog. Absturz).

## Teilaspekte

Das BDSM-Triskele repräsentiert die drei Teilbereiche B&D, D&S und S&M

Das mehrschichtige Akronym BDSM steht für mehrere unter diesem Oberbegriff zusammengefasste physische und psychische Teilaspekte.
- B & D Bondage and Discipline (Fesselung und Disziplinierung)
- D & S Dominance and Submission (Beherrschung und Unterwerfung)
- S & M Sadism and Masochism (Sadismus und Masochismus)

Dieses Modell zur Differenzierung dreier Aspekte des BDSM ist heute in der Literatur zunehmend gebräuchlich, stellt aber lediglich den Versuch einer phänomenologischen Trennung dar. In der individuellen Ausprägung sexueller Vorlieben überschneiden sich die hier getrennten Aspekte häufig.

### Bondage/Discipline

#### Bondage
Der englische Begriff Bondage (Fesselung) bezeichnet Praktiken der Fesselung zur Erregung und Steigerung sexueller Lust. Bondage spielt in allen Bereichen des BDSM eine mehr oder weniger wichtige Rolle, kann aber auch losgelöst von den anderen Spielarten des BDSM als eine eigenständige Praktik ausgeübt werden. Sexualität und Erotik sind wichtige Aspekte innerhalb des Bondage, allerdings sind sie häufig nicht Selbstzweck. Weitere Schwerpunkte können wie z. B. beim japanisch inspirierten Shibari in der Ästhetik, der Empfindung und der Konzentration liegen.
1985 durchgeführte Studien in den USA kamen zum Ergebnis, dass etwa die Hälfte aller Männer und viele Frauen Bondagespiele für erotisch halten. 1996 gaben bei der Befragung von US-amerikanischen Studenten 24 % der Befragten an, sexuelle Phantasien zu haben, die von Bondage handelten, angeführt von homo- und bisexuellen Männern mit 40 %, lesbische und bisexuelle Frauen folgten mit 32 %, während die Zahl bei heterosexuellen Frauen auf 24 % und bei heterosexuellen Männern auf 21 % abfiel. Praktische Erfahrungen mit Bondage hatten 48 % der lesbischen und bisexuellen Frauen, 34 % der homo- und bisexuellen Männer und 25 % aller Heterosexuellen.

#### Discipline
Unter Discipline versteht man im Bereich des BDSM die Disziplinierung des Bottoms, um sein Verhalten mit Regeln und Ritualen an die Wünsche des Tops anzupassen. Dabei kann ein System aus Körperstrafen und Belohnungen durch den Top eingesetzt werden. Eine Verschmelzung mit Praktiken aus dem Bereich des Bondage ist häufig, die Abgrenzung zu rein schmerzbetontem Sadomasochismus manchmal schwierig. Der Begriff Discipline wird oft auch fälschlich verwendet, um Erziehungsspiele aus dem Bereich Dominance and Submission zu beschreiben.

### Dominance and Submission

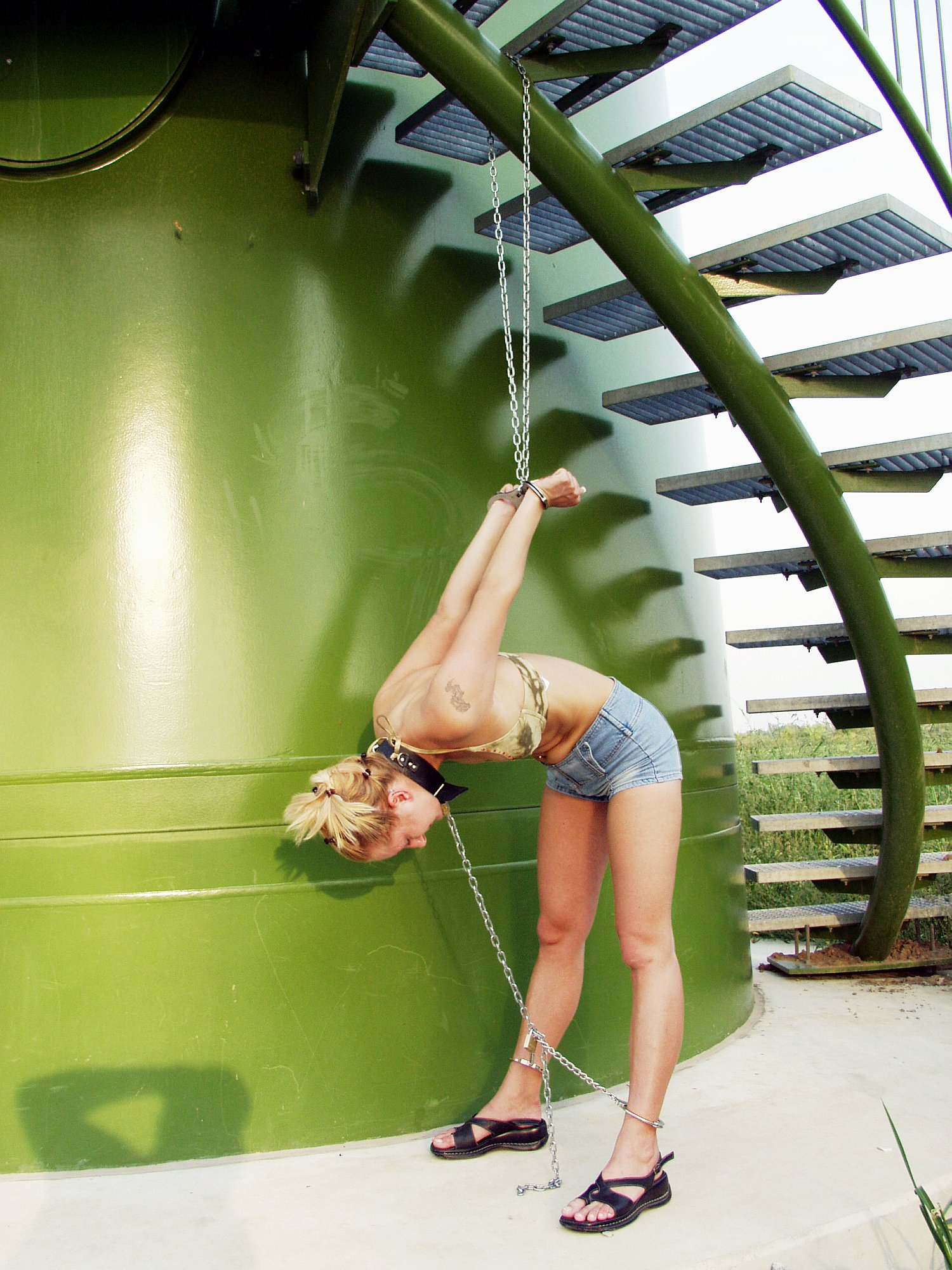
Strappado mit Handschellen und Ketten; Praktik mit einem deutlichen Immobilisierungs- und Schmerzeffekt

Das Begriffspaar Dominance und Submission (D/s) kommt ebenfalls aus dem Englischen und bedeutet Herrschaft/Dominanz sowie Unterwerfung/Unterordnung. Man bezeichnet damit ein angestrebtes ungleiches Machtverhältnis oder eine spielerische Änderung des sozialen Status zwischen Partnern. Obwohl dies auch in anderen Partnerschaften der Fall sein kann, die sich selbst nicht als sadomasochistisch auffassen, gilt es bewusst gelebt als Teilbereich des BDSM. Die Variationsbreite der individuellen Ausprägungen ist dabei groß. Die angestrebte Wirkung kann beispielsweise durch Erziehungs- oder Statusspiele geschehen. Zu diesen Spielarten gehören u. a. Rollenspiele wie Ageplay, bei dem ein gespielter Altersunterschied das Machtgefälle betont, ebenso wie das Petplay, bei dem der Statusunterschied zwischen Halter und Tier nachgestellt wird, oder Varianten der Keuschhaltung. In der BDSM-Szene werden mit D/s auch häufig die Begriffspaare Herr/Sklave oder Dom/Sub verbunden.
D/s kann ohne weitere BDSM-Elemente ausgelebt werden oder andere als wesentliches Element einschließen; die Dauer der Machtverschiebung reicht von einzelnen Sessions über die Integration ins Alltagsleben (sog. 24/7) bis hin zu einer permanenten Unterwerfung eines Partners im Sinne des Total Power Exchange (engl. „totaler Machtaustausch“). Ausgleichende Elemente für Beherrschung und Unterwerfung sind dabei Fürsorge und Hingabe, die sich jeweils ergänzen und so stabile Beziehungen ermöglichen.
Das Verhältnis zwischen Top und Bottom wird gelegentlich mit sogenannten „Sklavenverträgen“ besiegelt, die zwar keinerlei rechtliche Bedeutung besitzen, aber für die Beteiligten eine große emotionale und symbolische Bedeutung haben können.

### Sadomasochismus
Im Teilbereich Sadomasochismus werden Praktiken angewendet, die dazu dienen, Schmerzen zu empfangen (Lustschmerz) oder zuzufügen. Sadomasochismus kann eigenständig ausgeübt werden, aber wie bei den anderen Teilbereichen sind Vermischungen häufig.
Betrachtet man Sadomasochismus auf einer körperlichen Ebene, lässt sich feststellen, dass es mit der gezielten Zufügung von physischen Schmerzen und anderen intensiven Sinneseindrücken verbunden ist. Die hierdurch ausgeschütteten Endocannabinoide werden in ihren Auswirkungen von BDSM-Anhängern häufig mit dem sogenannten Runner’s High oder den Nachwirkungen eines Orgasmus verglichen.
In einer qualitativen, explorativen Studie mit neun masochistischen Personen beschrieben diese unter anderem eine Verbindung von körperlichem Schmerz mit Hochgefühl und den Wunsch, die masochistische Erfahrung zu wiederholen. Die Autoren sahen darin ein suchtartiges Verhalten und zogen Parallelen zu Drogen- und Glücksspielsucht.

## Beziehungsarten

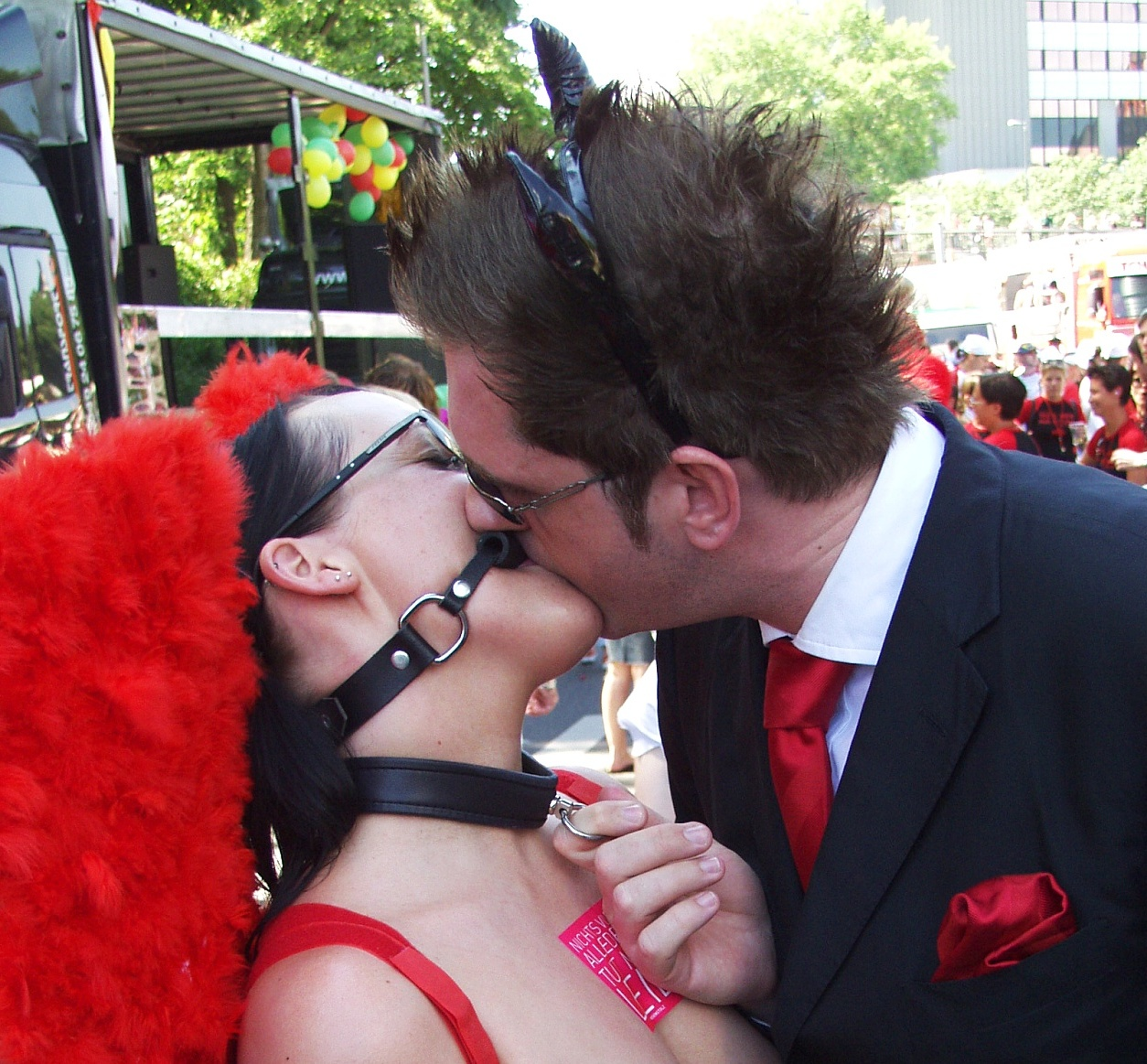
Top/Bottom-Paar auf dem CSD Köln 2006

Wie in der Gesamtbevölkerung gibt es innerhalb der BDSM-Szene alle denkbaren Arten von Beziehungen, die von Gelegenheitssex über Ehe bis hin zu polyamor ausgelebten Beziehungsgeflechten reichen. Unterschieden werden diese Beziehungen häufig aufgrund des Anteils oder der Qualität des BDSM innerhalb der Gesamtgestaltung der Beziehung.

### Spielbeziehungen
Es gibt keine feststehende Definition dieses Begriffs. Analog zum erotischen Rollenspiel spricht man von Spielbeziehungen und meint zum einen gleichberechtigte Partnerschaften, in denen BDSM Teil oder Vorspiel der Sexualität ist, zum anderen können mit dem Begriff Spielbeziehungen aber auch Sexbeziehungen gemeint sein, die ausschließlich das gemeinsame Ausleben bestimmter sexueller Fantasien zum Ziel haben.

### Langfristige Beziehungen
Frühe Schriften aus dem wissenschaftlichen Bereich und der BDSM-Szene erwähnen kaum langfristige Beziehungen. Die schwule Lederszene sah kurzfristige Spielbeziehungen als den einzig möglichen Weg an, um BDSM auszuleben, und empfahl, zu heiraten und die Neigung außerhalb der Ehe in Spielbeziehungen zu befriedigen. Die erste Studie, die zeigte, dass langfristig funktionierende Beziehungen mit BDSM-Elementen unter BDSM praktizierenden Personen existieren, erschien 2003. Dabei wurden 17 heterosexuelle Paare untersucht. Sie beschrieben ihr Interesse an ihren Neigungen als einen andauernden Prozess und zeigten Flexibilität und Adaption an die Interessen des Partners.
Eine perfekte Übereinstimmung bei den sexuellen Vorlieben war dabei selten, die meisten Probanden mussten einige eigene Vorlieben zurückstellen oder einige ihres Partners annehmen. Dabei gaben die meisten Paare an, nicht genug Zeit zu haben, um ihre dominante oder submissive Rolle auch im Alltag innerhalb einer sogenannten 24/7-Beziehung (24 Stunden / 7 Tage pro Woche) auszuleben. Im Falle dieser Beziehungen geht BDSM über einen rein sexuellen Aspekt hinaus und reicht in das nicht erotisch konnotierte Alltagsleben eines Paares hinein.

### Professionelle Dienstleistungen
Als Domina wird eine Frau bezeichnet, die gegen Entgelt dominante und/oder sadistische BDSM-Praktiken anbietet. Laut Prostitutionsgesetz gilt die Tätigkeit von Dominas als Prostitution, weil sie zwar in der Regel keinen Geschlechtsverkehr mit ihren Kunden praktizieren, aber eine sexuelle Dienstleistung anbieten. Die männliche Entsprechung der Domina wird als „Sado“ bezeichnet. Im selben Umfeld arbeiten professionelle Bottoms, die als „Sklavia“ oder „Zofe“ bezeichnet werden. Australische Wissenschaftler stellten fest, dass mit der Legalisierung der Prostitution in ihrem Land der Anteil BDSM-bezogener Dienstleistungen gestiegen ist.

## Szene, Subkultur und Gesellschaft
Es existiert eine BDSM-Szene, in der sich gleichgesinnte Menschen über BDSM-relevante Themen und Probleme austauschen können. Diese Szene hat den Charakter einer Subkultur, weil BDSM von der Öffentlichkeit und den Medien noch immer meist als „bizarr“, „pervers“ oder „krank“ betrachtet wird. Da sie Unverständnis und Ausgrenzung fürchten, verbergen viele Menschen ihre Neigung vor der Gesellschaft.
Diese Szene zeigt sich vor allem im Internet in Communitys wie FetLife oder der Sklavenzentrale, in Szenemedien wie Zeitschriften und auf Veranstaltungen wie SM-Partys, Stammtischen und der Messeveranstaltung BoundCon sowie auf einigen Erotikmessen. Mit der jährlich in Berlin stattfindenden Folsom-Europe-Parade gibt es in Deutschland eine aus der Leder-Subkultur hervorgegangene Veranstaltung, die BDSM im Rahmen öffentlicher Straßenveranstaltungen thematisiert. Auch bei den zahlreichen CSD-Paraden ist die Szene mit Gruppen vertreten.

### Symbole

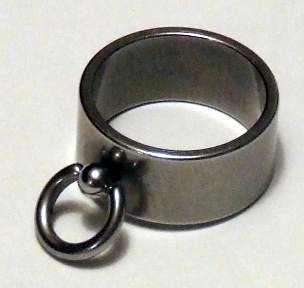
Der Ring der O

Zu den am weitesten verbreiteten Symbole der BDSM-Szene gehören Halsband und eine Abwandlung der Triskele innerhalb eines Kreises.
Die Triskele hatte im Laufe der Zeit viele verschiedene Bedeutungen in vielen Kulturen; ihre Verwendung leitet sich im BDSM von der Beschreibung des Ringes der O in dem Buch Geschichte der O ab. Insbesondere in Europa ist der Ring der O als Schmuck getragenes Symbol der Zugehörigkeit zur BDSM-Szene verbreitet, findet sich aber auch in der Gothic-Szene und als Modeschmuck wieder.
Die Leather-Pride-Flagge ist ein Symbol, das ursprünglich aus der Lederbewegung stammt, aber auch in der ganzen Szene Verwendung findet. Auf Grundlage dieser Fahne entstand die BDSM-Rights-Flagge, die in der Mitte eine Triskele trägt. Sie soll die Überzeugung ausdrücken, dass Menschen, die in ihrer Sexualität oder Beziehung Elemente des BDSM ausleben, die gleichen Grundrechte haben und nicht für den einvernehmlich praktizierten BDSM diskriminiert werden sollen.
BDSM- und Fetisch-Motive haben sich im Alltagsleben der westlichen Gesellschaften durch so unterschiedliche Faktoren wie avantgardistische Mode, Rap, Hip-Hop, Heavy Metal, Science-Fiction-Fernsehserien und Spielfilme immer weiter ausgebreitet und werden von vielen Menschen bereits nicht mehr bewusst mit ihren BDSM-Wurzeln in Verbindung gebracht.

### Soziologische Aspekte

#### Vorkommen

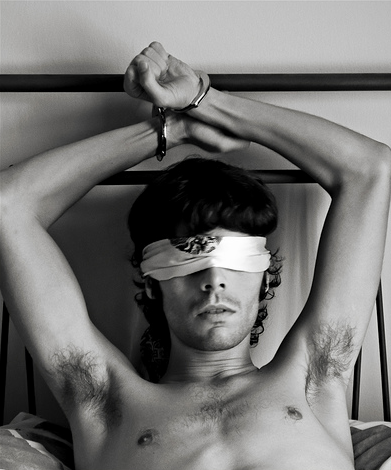
Erotische Fesselspiele werden auch von Paaren praktiziert, die sich selbst nicht als BDSMler verstehen

BDSM wird von allen Schichten der Gesellschaft und allen sexuell aktiven Altersgruppen praktiziert und kommt bei jeder sexuellen Orientierung bei allen binären und nichtbinären Geschlechtsidentitäten in unterschiedlichsten Ausprägungen und Intensitäten vor. Diese reichen von „Fesselspielchen“ szenefremder Paare im heimischen Schlafzimmer, die sich selbst mit dem Begriff BDSM nicht bewusst in Verbindung bringen, bis hin zu inszenierten Vorführungen bei öffentlichen Großveranstaltungen, wie beispielsweise auf den international in mehreren Großstädten stattfindenden Folsom-Paraden.
Neuere Untersuchungen zum Thema Verbreitung von BDSM-Fantasien und -Praktiken schwanken erheblich in der Bandbreite ihrer Ergebnisse. Zusammenfassend lässt sich jedoch feststellen, dass die Autoren davon ausgehen, dass zwischen 2 % und 62 % der Bevölkerung regelmäßig Sexualpraktiken ausüben, die mit der Lust an Schmerzen bzw. mit Macht und Ohnmacht oder entsprechenden Fantasien zusammenhängen. Die niedrigste Zahl stammt aus einer australischen Studie mit 19.307 an BDSM interessierten Teilnehmern, von denen 2,2 % der Männer und 1,3 % der Frauen angaben, im letzten Jahr an BDSM-bezogen Aktivitäten beteiligt gewesen zu sein. Der Bevölkerungsanteil mit entsprechenden Phantasien lag in einer kanadischen Studie von 2015 bei 62 %; 64,6 % der Frauen und 53,3 % der Männer hatten Fantasien, in denen sie sexuell dominiert wurden, 46,7 % der Frauen und 59,6 % der Männer gaben an, davon zu fantasieren, jemanden sexuell zu dominieren.
Laut einer Konsumentenbefragung 2005 von 317.000 Personen in 41 Ländern verwendeten rund 20 % der weltweit Befragten bereits einmal Masken, Augenbinden oder sonstige Bondage-Utensilien, 5 % bekannten sich ausdrücklich zu Sadomasochismus; im Jahr zuvor bekannten sich weltweit 19 % der Befragten zu praktiziertem Spanking und 22 % zum Gebrauch von Augenbinden und/oder Handschellen. Insbesondere das Erscheinen des Buches 50 Shades of Grey 2011 führte zu einem gesteigerten Interesse an BDSM-Praktiken.
Vor der Premiere der Verfilmung im Jahre 2015 warnte die Londoner Feuerwehr vor dem Shades-of-Grey-Effekt und rechnete mit einem Anstieg der Einsätze, um Menschen aus Handschellen oder ähnlichen Notlagen zu befreien. Die Sexunfälle dokumentierte die Feuerwehr unter dem Hashtag Shades of Red. Englische Baumärkte bereiteten sich ebenfalls auf eine verstärkte Nachfrage vor und stockten ihre Vorräte an Kabelbindern, Seilen und Klebeband auf. Zusätzlich gaben sie ihren Mitarbeitern eine Handreichung, um auf Anfragen dieser speziellen Kundengruppe antworten zu können.

#### Teilgruppen nach Orientierung
Entgegen dem von vielen BDSMlern gepflegten Ideal einer toleranten, inkludierenden und pansexuellen Szene, die es in einigen virtuellen und lokalen Communities tatsächlich gibt, trennt sich die Subkultur in verschiedene Teilgruppen. So ist eine deutliche Trennlinie zwischen hetero- und homosexuell ausgelebten Orientierungen sichtbar, die bei Veranstaltungen ersichtlich wird, an denen überwiegend Heterosexuelle oder aber Schwule und Lesben teilnehmen, gemischte Gruppen jedoch viel seltener vorkommen.
Dies zeigt eine deutlich wahrnehmbare Unterscheidung der Szene in heteronormative Lebensstile und eine Marginalisierung der alternativen LGBTI*-Community innerhalb der BDSM-Szene. In ihrer historischen Entwicklung haben schwul-lesbische und queere BDSMler eigene, auf ihre Bedürfnisse ausgerichtete Subkulturen entwickelt und möchten diese nicht zugunsten einer anderen, heterosexuell zentrierten Teilgruppe aufgeben. Einige BDSMler bewegen sich zwischen diesen Teilgruppen, aber in der Praxis erscheint die als neutral definierte BDSM-Szene als überwiegend auf Heterosexuelle ausgerichtet.

#### Geschlechterverteilung und -unterschiede
Die Geschlechterunterschiede und persönlichen Merkmale von BDSMlern wurden in jüngerer Zeit untersucht. Wismeijer und van Assens Studie von 2013 zeigten, dass die Identifizierung mit der Rolle und dem Geschlecht stark und bedeutsam sind. Dabei waren nur 8 % der Frauen, die sich als dominant verstanden, im Gegensatz zu 75 %, die sich als submissiv definierten. In der Studie von Hébert und Weaver von 2014 zeigten sich ähnliche Anteile, hier waren 9 % der Frauen dominant und 88 % der Frauen submissiv, während 2017 bei Weierstall und Giebel 19 % der Frauen dominant und 74 % der Frauen submissiv waren.
Sie schlossen daraus, dass Männer häufiger zu dominanten Praktiken neigen, während Frauen die submissive Rolle bevorzugen. Diese Folgerung deckt sich mit einer Studie von 2015, die zeigte, dass Frauen insgesamt dominante Männer bevorzugen; und für kurzfristige Beziehungen und Sex nicht nur dominante, sondern darüber hinaus sogar aggressive Partner wählen. Ebenso zeigten Untersuchungen der Unterschiede der sexuellen Fantasien, dass Frauen submissive und passive gegenüber dominanten und aktiven Fantasien vorziehen; die Fantasien haben dabei häufig Zwang und Vergewaltigung zum Inhalt.

#### Frauen und Masochismus
Während die meisten Außenstehenden annehmen, dass Frauen sich selbst überproportional häufig als submissiv oder masochistisch definieren, kam Roy Baumeister in einer Studie von 2010 zu anderen Ergebnissen; seiner Ansicht nach sollten keine Vermutungen bezüglich Gender und der masochistischen Rolle im BDSM gemacht werden. Eine Erklärung dafür, dass die Gesellschaft solche Vorstellungen annimmt, sind kulturelle und soziale Vorstellungen der Weiblichkeit. Masochismus kann sogar einige dieser typischerweise weiblichen Stereotype durch die Feminisierung von Männern oder durch betont weibliche Kleidung annehmen. Solche Vorstellungen der submissiven, masochistischen Rolle sollten jedoch nicht als Verbindung zwischen derselben und einer stereotypischen weiblichen Rolle interpretiert werden; masochistische Rollen beinhalten keine dieser Vorstellungen.
Die Psychologin und Anthropologin Prior argumentiert, dass, auch wenn Frauen sich anscheinend in traditionellen und submissiven Rollen bewegen, BDSM es ihnen und den dominanten Frauen erlaubt, ihre eigene Stärke durch ihre sexuelle Identität auszudrücken und zu erleben. In einer Studie von 2013 definierte sich die Mehrzahl der Frauen als Bottom, Sub, Gefangene oder (Sex-)Sklavin, ohne dass dies einen Bruch mit ihrer feministischen Haltung darstellte. Tatsächlich hätten die Frauen die Wahrnehmung, dass ihre feministische Identität durch ihre gewählte Rolle noch bestärkt wurde. Für sie sind diese Rollen sexuell und emotional befriedigend. Prior stellte fest, dass die dritte Welle des Feminismus es ermöglichte, dass BDSMlerinnen ihre Sexualität ausdrücken können, ohne den Idealen des Feminismus zu widersprechen; sie empfinden sich selbst als integrierte, ausgeglichene und starke Frauen.

### Vorurteile und Kritik

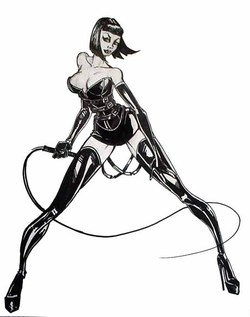
Stereotypische Darstellung einer Domina

Wie bei allen anderen sexuellen Minderheiten existieren zahlreiche Vorurteile, Klischees und Stereotype bezüglich BDSM in der Gesellschaft. Diese Vorurteile werden insbesondere durch eine wertkonservative Haltung begünstigt, die BDSM mit Kriminalität, Krankheit und nicht heteronormativen Verhaltensweisen verbinden. Ebenfalls kann die Ablehnung nicht-reproduktiver Sexualität zu solchen Vorstellungen führen.
Ein typisches Problem ist zum Beispiel, dass es für Außenstehende häufig nicht erkennbar ist, ob es sich um einvernehmlich ausgeübte Sexualpraktik oder Gewalt handelt. Es ist auch durch bloßes Ansehen einer Handlung, beispielsweise einer Vorführung oder einer Filmszene, nicht möglich zu erkennen, ob es sich für die Beteiligten um eine Inszenierung mit abgesprochenen Regeln handelt oder nicht.
Viele Menschen kennen aus den Medien und Pornofilmen das Erkaufen sadomasochistischer Dienstleistungen von Dominas durch männliche Kunden; hieraus entspringen ebenfalls viele Klischees, beispielsweise das des erfolgreichen Mannes, der sich nachts von einer Domina quälen lässt. Neben dem Klischee der peitschenschwingenden Domina stellt der in Leder gekleidete Sadomasochist ein ebenfalls weitverbreitetes Rollenklischee dar, das vor allem aus Filmszenen und Bildern der Lederszene herrührt.
Tatsächlich wurde in einer 2008 durchgeführten Studie mit 3058 Mitgliedern der BDSM-Szene aus verschiedenen Ländern ermittelt, dass 37,5 % der Teilnehmenden schon ein- oder mehrmals Opfer von Diskriminierung, Belästigung oder Vorurteilen wurden.

#### Feministische Kritik
In den 1970er Jahren entstand in den USA die radikalfeministische, anti-pornografische Aktivistinnengruppe Women Against Violence in Pornography and Media (dt. Frauen gegen Gewalt in Pornografie und Medien), die BDSM als ritualisierte Gewalt gegen Frauen zutiefst ablehnte und bekämpfte. Diese standen Samois gegenüber, einer Organisation, die sich für die Rechte lesbischer BDSMlerinnen einsetzte.
Die heftig geführten Auseinandersetzungen zwischen den Radikalfeministinnen und den sex-positiven Feministinnen mündeten in den Feminist Sex Wars (dt. Sex-Krieg der Feministinnen), die bis heute andauern (vgl. hierzu auch Feminismus und Femdom). Im deutschsprachigen Raum wurde die radikalfeministische Position gegen Pornografie und Gewalt u. a. von Alice Schwarzer aufgegriffen, die 1987 die PorNO-Kampagne initiierte. Sie kritisiert die Vermischung von Sexualität und Gewalt und lehnt jede Form des BDSM strikt ab. Diese Position, die auch von anderen Feministinnen geteilt wird, wird kritisiert, weil sie zum einen die Existenz weiblicher Dominanz negiert und zum anderen sadomasochistische Frauen von der Frauenbewegung entfremdet hat. Die Kampagne wird immer wieder neu aufgelegt, zuletzt 2007.

#### BDSM und Faschismus
Verschiedene Historiker, darunter William L. Shirer, sahen eine Verbindung zwischen dem Nationalsozialismus und sexueller Devianz; so beschreibt er in Aufstieg und Fall des Dritten Reiches den Verleger des Stürmer Julius Streicher als einen notorischen Perversen und verdorbenen Sadisten, der ständig eine Peitsche bei sich trug. Am anderen Ende des sadomasochistischen Spektrums verortet er Adolf Hitler mit einer masochistischen Neigung, von einer liebenden Frau beherrscht zu werden. Insbesondere in der feministischen lesbischen Betrachtung des BDSM wird eine Verbindung zwischen Sadomasochismus und Faschismus diskutiert.
Ausgelöst wurde diese Diskussion durch den 1975 erschienenen Beitrag Fascinating Fascism von Susan Sontag, in dem sie sich unter anderem mit der sexualisierten Erotik in Leni Riefenstahls Werk beschäftigt. Sontag sieht eine natürliche Verbindung zwischen BDSM und Faschismus. Irene Reti argumentiert später, dass BDSM-Techniken wie Bestrafung, Disziplinierung und Erniedrigung direkt von angewandten Nazi-Praktiken importiert wurden.
Nach dem Zweiten Weltkrieg entstand in Israel der von dem Auschwitz-Überlebenden Yehiel Feiner geschriebene Roman House of Dolls (dt. Haus der Puppen), in dem weibliche Lagerhäftlinge zu sexuellen Diensten gezwungen werden. Der Erfolg des Buches gilt als literarischer Türöffner für die semipornografischen Stalagim, ein Naziploitation-Genre, in dem insbesondere erotisch sexualisierte Brutalitäten durch weibliche SS-Lagerwachen betont werden. 1969 wurde mit Love Camp 7 der erste Naziploitation-Film in den USA gedreht, es folgten Filme wie Ilsa, She Wolf of the SS (1975).
Die Kritikerin Lynn Rapport bezeichnet dieses Genre als Holocaust Pornography und weist darauf hin, dass in solchen Filmen die Verbindung zwischen Nazi-Ikonographie, politischer Ideologie und Gewalt mit Sexualität hergestellt wird.
In dem 1975 von Pier Paolo Pasolini inszenierten Film 120 Tage von Sodom, einer Verfilmung des gleichnamigen Buchs von de Sade, wird durch die Ansiedlung der Handlung in einem fiktiven faschistischen Staat eine direkte Verbindung von Folter, Vergewaltigung und Mord mit sadomasochistischen Motiven hergestellt. Innerhalb der Szene werden diese Assoziationen weitgehend negiert, dennoch gibt es, insbesondere in Verbindung mit Uniformfetischen, erotische Nazi-Rollenspiele und Pornografie, in der diese Fantasien thematisiert werden.

#### Kontroversen innerhalb der Subkultur
Innerhalb der BDSM-Szene gibt es einige kontrovers geführte Diskussionen, insbesondere geht es dabei um Begrifflichkeiten, Abgrenzungen und Rollenbilder. Beispielsweise wird die Frage, ob es sich bei sadomasochistischen Praktiken um Gewalt handelt oder nicht, unterschiedlich beantwortet. Manche BDSMler sehen dies, analog zu medizinischen Eingriffen, die auch bei Einwilligung eine Körperverletzung darstellen, immer als sexualisierte Gewalt an. Andere BDSMler sehen die Praktiken hingegen als eine theaterähnliche Darstellung an, in der die Gewalt nicht real ist.
Für einen Teil der Szene stellt bereits die Fragestellung eine unzulässige Vermischung von Sexualstraftat und einvernehmlichem BDSM dar, sie sehen BDSM als die sozialverträgliche Variante der sexuellen Gewalt an. Die Diskussion wurde unter anderem auch von der feministischen Kritik am BDSM geprägt. Trotz Einvernehmlichkeit, SSC und Gesetzeslage bleibt die Grenzziehung zwischen legitimer und illegitimer Gewalt letztlich nicht einfach.
Ebenfalls diskutiert wird die Verwendung des Begriffs Sklaverei. Einige BDSMler finden die Bezugnahme auf die historische reale Grausamkeit der Sklaverei befremdlich, die sich vor allem durch die Verwendung des Begriffspaares Herr/Sklave zeigt. People of Color, die in der Szene deutlich unterrepräsentiert sind, beschreiben neben Ablehnung unter anderen auch Schuldgefühle bei ihrer Anwendung im BDSM.

### Coming-out

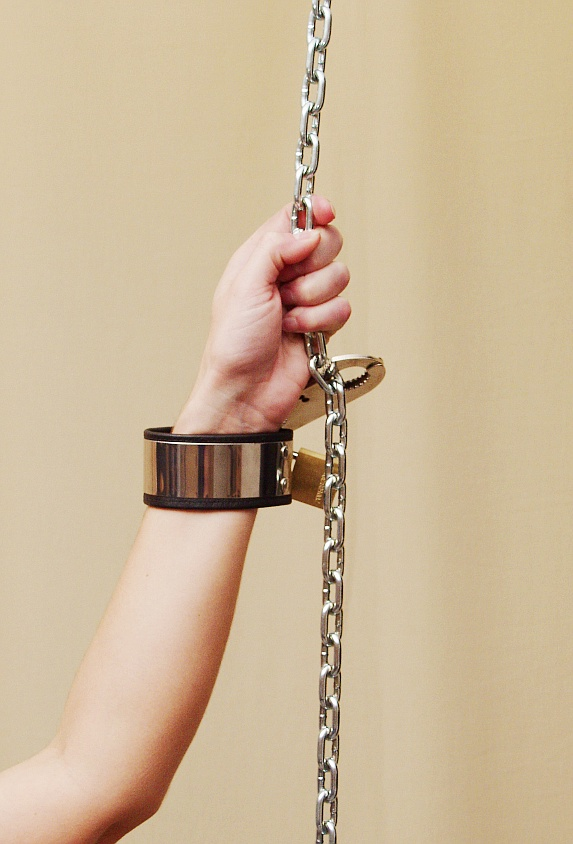
Etwa 57 % der BDSMler stehen offen zu ihren Neigungen wie Bondage

Bei einigen Personen, die sich von durch den Begriff BDSM umschriebenen Situationen angezogen fühlen, kommt es im Laufe ihres Lebens zum so genannten Coming-out. Während sich Homosexuelle auch in der Öffentlichkeit zunehmend zu ihrer sexuellen Ausrichtung bekennen, halten sich Sadomasochisten noch immer vergleichsweise bedeckt. Obwohl je nach Erhebungsbasis etwa 5 bis 25 % der US-amerikanischen Bevölkerung entsprechende Neigungen aufweisen, sind abgesehen von einigen Künstlern so gut wie keine Prominenten als Sadomasochisten bekannt. Ein entsprechendes Bekanntwerden der eigenen Neigungen kann für Sadomasochisten noch immer verheerende berufliche und gesellschaftliche Auswirkungen haben.
Dennoch gaben in einer 2008 veröffentlichten Studie 57 % der befragten 3098 BDSMler an, offen zu ihren Neigungen zu stehen.
Dass das Bekanntwerden privaten Engagements in diesem Bereich noch immer zu erheblichen beruflichen Problemen und einer Stigmatisierung der Betroffenen führen kann, zeigen exemplarisch die Fälle des UN-Waffeninspekteurs Jack McGeorge aus dem Jahr 2003 und der Spanner Case in Großbritannien. Hier ist ein wichtiger Unterschied zu der nur ansatzweise vergleichbaren Situation Homosexueller zu sehen. Der im Einzelfall entstehende Leidensdruck wird in der Regel öffentlich weder thematisiert noch zur Kenntnis genommen, führt jedoch oft zu einer schwierigen psychologischen Situation, in der die Betroffenen einem hohen emotionalen Stress ausgesetzt sind. Unabhängig vom Alter kann das Coming-out manchmal in eine Lebenskrise führen, die sich bis hin zu Selbsttötungsabsichten oder realisierter Selbsttötung steigern kann.

### Öffentlichkeitsarbeit
Nachdem sich in den USA 1997 und in Großbritannien 1996 mit der National Coalition for Sexual Freedom (NCSF) bzw. der Sexual Freedom Coalition (SFC) erste Interessenvertretungen gebildet haben, die es sich zur Aufgabe machen, proaktive Öffentlichkeitsarbeit zum Thema BDSM zu betreiben, zeichnete sich eine ähnliche Entwicklung auch im deutschsprachigen Raum ab. Hierbei treten nach außen hin häufig die größeren regionalen Vereine wie der 1999 gegründete BDSM Berlin und 1992 gegründete SMart Rhein-Ruhr, aber auch die 2003 gegründete Bundesvereinigung Sadomasochismus mit der Entwicklung von Informationsmaterial und Pressearbeit in Erscheinung. Mit der seit 1996 betriebenen Website und Mailingliste Datenschlag entstand im Internet eine der größten Bibliografien sowie eine der ausführlichsten historischen Quellensammlungen zum Thema BDSM.

### SM-Partys und -Clubs
SM-Partys sind Veranstaltungen, auf denen sich BDSM-Anhänger und Interessierte treffen, um zu kommunizieren, Erfahrungen und Erlebnisse auszutauschen und zu „spielen“. Die Partys ähneln oft denen der Schwarzen Szene mit mehr oder minder striktem Dress-Code; in der Regel ist das frivole Kleidung bzw. Teilbekleidung aus Lack (Vinyl, PVC), Leder, Latex, Lycra o. Ä., die deutlich körperbetonend wirkt bzw. die primären oder sekundären Geschlechtsmerkmale besonders hervorhebt. Ziel solcher Dresscodes ist es, eine erotisierende Stimmung zu erzeugen und Spanner fernzuhalten.
BDSM wird auf diesen Partys öffentlich, beispielsweise auf einer Bühne, oder mehr oder weniger privat in Separees ausgelebt. Geschlechtsverkehr steht hierbei nicht im Mittelpunkt der Aktivitäten. Ein Grund für die verhältnisweise große Verbreitung dieser Art von Veranstaltungen ist das dortige Angebot von „Spielgeräten“, wie beispielsweise Andreaskreuze, Strafböcke oder Käfige. Solche Partys bieten sowohl exhibitionistisch als auch voyeuristisch Veranlagten ein Forum, ihre Neigung ohne soziale Ablehnung auszuleben. BDSM-Partys gibt es in jeder größeren Stadt.
BDSM-Clubs (wie der Hamburger Club de Sade) bieten mit einem mehr oder weniger regelmäßigen Programm Themen-Partys und themenfreie „Spielabende“, analog zum Geschäftsbetrieb herkömmlicher Diskotheken. Die soziale Kontrolle auf diesen Partys bzw. in den Clubs ist jedoch in der Regel weitaus höher als in Diskotheken. Auf Konsensualität bei öffentlichen SM-Spielen wird strikt geachtet. Auch gibt es privat organisierte bzw. nicht oder nur mäßig gewinnorientierte Partys, die von BDSM-Gruppen und Einzelpersonen organisiert werden. Minderjährige haben weder zu Partys noch in Clubs Zutritt.

## Medizin und Psychologie

### Medizinische Einordnung
Früher wurden viele der innerhalb von BDSM gelebten Praktiken generell dem Sadismus oder dem Masochismus zugerechnet und im Sinne einer Triebstörung seitens der Psychiatrie als krankhaft eingeschätzt und als Störung der Sexualpräferenz (Paraphilie) katalogisiert. Aufgrund einer veränderten Wahrnehmung und einer Verschiebung sozialer Normen wird BDSM in der Medizin nur noch dann als Problem gesehen, wenn der Betroffene anders als durch die Ausübung sadistischer oder masochistischer Praktiken keine sexuelle Befriedigung erlangen kann, oder seine eigene sadistisch oder masochistisch geprägte Sexualpräferenz selbst ablehnt und sich in seinen Lebensumständen eingeschränkt fühlt oder anderweitig darunter leidet.

#### ICD
Mit der seit 2022 gültigen ICD-11 wird einvernehmliche Ausübung sadomasochistischer Praktiken nicht als krankhaft eingestuft. Als Variante der individuellen sexuellen Erregung ist eine Behandlung weder indiziert noch wird sie nachgesucht. Neigungen zu BDSM werden nur noch als pathologisch eingestuft, wenn sie zwanghaft ausgeübt werden, mit bedeutenden gesundheitlichen Schäden oder dem Tod einhergehen oder der Ausübende selbst darunter leidet.
Vor 2022 handelte es sich nach ICD-10 es sich um eine „Störung der Sexualpräferenz“ (Schlüssel F65.5), die dort wie folgt beschrieben wurde: „Es werden sexuelle Aktivitäten mit Zufügung von Schmerzen, Erniedrigung oder Fesseln bevorzugt. Wenn die betroffene Person diese Art der Stimulation erleidet, handelt es sich um Masochismus; wenn sie sie jemand anderem zufügt, um Sadismus. Oft empfindet die betroffene Person sowohl bei masochistischen als auch sadistischen Aktivitäten sexuelle Erregung.“
Die Organisation ReviseF65 arbeitete seit Mitte der 1990er Jahre daran, die Unterschlüssel F65.0, F65.1 und F65.5 (Fetischismus, Transvestitismus und Sadomasochismus) aus dem ICD und den verschiedenen Klassifikationssystemen zu entfernen. Am 24. April 1995 entfernte Dänemark als erster Mitgliedsstaat der Europäischen Union Sadomasochismus vollkommen aus seinem nationalen Klassifikationssystem für Krankheitsbilder, im Januar 2009 folgte Schweden.
Norwegen und Finnland entschieden sich in den Jahren 2009 und 2010 ebenfalls zur Streichung.
Die Arbeitsgruppe der WHO zur Revision der ICD stellte 2017 fest, dass die Stigmatisierung und Diskriminierung von Fetischisten und BDSMlern nicht mit den Menschenrechten vereinbar sei, wie sie die Vereinten Nationen und die World Health Organisation für grundlegend erachten, und strebte die Entfernung aus dem Register an.

#### DSM
In der Vergangenheit wurde BDSM vom Diagnostic and Statistical Manual of Mental Disorders (DSM), das der American Psychiatric Association ihre diagnostischen Leitlinien vorgibt, als Störung der Sexualpräferenz betrachtet.
Nach Kampagnen verschiedener Organisationen, darunter der National Coalition for Sexual Freedom, die sich für die Entpathologisierung des BDSM einsetzt, kam es ab 1994 zur Änderung dieser Kriterien. Mit Erscheinen des DSM IV im Jahr 1994 wurden neue Diagnosekriterien veröffentlicht, nach denen BDSM eindeutig nicht mehr als krankhaft kategorisiert wurde.
Im aktuellen DSM-5 (2013) wird abweichendem sexuellen Verhalten wie sadomasochistischen Präferenzen nicht mehr grundsätzlich Krankheitswert zugeschrieben, sondern nur noch dann, wenn sie bei der betroffenen Person mit Leidensdruck einhergehen oder nicht sozialverträglich sind, also die Gesellschaft schädigen. Eine Überlagerung von sexuellen Präferenzstörungen und der Ausübung von BDSM-Praktiken kann jedoch vorkommen.

### Psychologische Einordnung

#### Psychoanalytische Entstehungstheorien

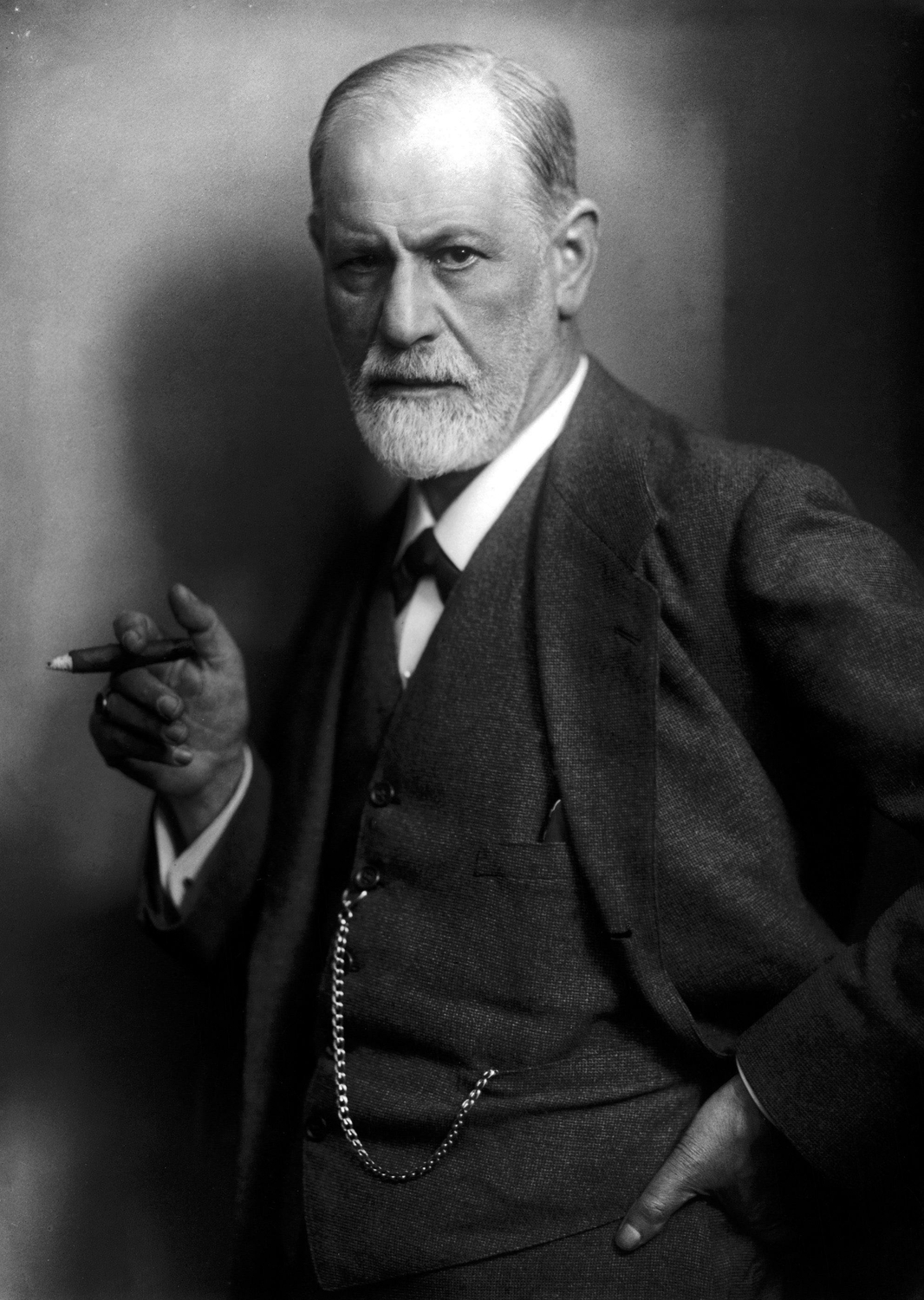
Sigmund Freuds Theorien dominierten die psychoanalytische Betrachtung des Sadomasochismus über Jahrzehnte (Fotografie von Max Halberstadt, 1921)

Es gab und gibt zahlreiche psychoanalytische Theorien zur Erklärung, wieso Menschen einen Lustgewinn aus Schmerz, Schmerzzufügung, Erniedrigung, Demütigung und anderen Aspekten des BDSM ziehen. Dabei wurde von den meisten frühen Sexualwissenschaftlern, Psychiatern und Psychoanalytikern davon ausgegangen, dass derartiges Verhalten überwiegend bei Männern vorkomme. Inzwischen ist bekannt, dass der Frauenanteil merklich höher liegt als bei den anderen als Paraphilie eingeordneten Verhaltensweisen.
Eine der frühesten Entstehungstheorien ist das von Bénédict Augustin Morel im Jahre 1857 formulierte Degenerationsmodell. Er gab psychischen Störungen eine religiöse Deutung. Seiner Ansicht nach handelte es sich um Abweichungen vom gottgewollten Menschenbild infolge des Sündenfalls.
Richard von Krafft-Ebing erläutert in seinem 1886 erschienenen Werk Psychopathia sexualis alle damals bekannten Perversionen und Anomalien des Sexuallebens. Er kategorisierte die Störungen in neue Begriffe wie Masochismus und Sadismus. Für ihn war für die Beurteilung der Pathologie eines Verhaltens das bürgerliche Verständnis „naturgegebener Geschlechtscharaktere“ entscheidend; ein sadistischer Mann und eine masochistische Frau waren im Sinne einer reproduktiven Sexualität als nahe der Norm einzustufen und entsprachen dem Rollenverständnis der damaligen Zeit, wohingegen eine sadistische Frau und ein masochistischer Mann als „Verkehrung der seelisch-sexuellen Natur“ am weitesten von der Norm entfernt sind.
In seinen ab 1897 erschienenen Werk Studies of the Psychology of Sex differenziert Havelock Ellis erstmals zwischen einvernehmlichen sadomasochistischen Praktiken, die er als Algolagnie bezeichnete, und allgemeiner Grausamkeit und betonte die emotionale Verbindung zwischen den Beteiligten. Seine Ansichten wurden nicht allgemein geteilt und gingen im wissenschaftlichen Diskurs unter.
Sigmund Freud veröffentlichte 1905 seine Drei Abhandlungen zur Sexualtheorie, in denen er die Entstehung von Sadismus und Masochismus als eine Störung der Entwicklung in der frühkindlichen Sexualität begriff (vergleiche Infantile Sexualität). Seiner Ansicht nach beginnt die sexuelle Entwicklung eines Menschen bei der Geburt, und sofern sich dieser Mensch gesund entwickle, würde er am Ende seiner Sexualentwicklung eine gesunde und reife Sexualität erreicht haben. Störungen dieser Entwicklung zeigen sich nach Freud in Fehlentwicklungen wie Paraphilien oder Sadismus und Masochismus. 1915 ergänzte er diese Erklärungen mit der Triebtheorie, nach der der Sadismus ein Teil der natürlichen Ausstattung des Mannes sei. Er orientiert sich hier an Krafft-Ebing, der Männern einen natürliche aggressive Geschlechterrolle zuschrieb. Freuds Zeitgenosse und Schüler Isidor Sadger prägte 1913 schließlich die Bezeichnung „Sado-Masochismus“. Freuds Theorien dominierten den wissenschaftlichen Diskurs über Jahrzehnte.
Einen weiteren psychoanalytisch geprägten Ansatz verfolgten Schorsch und Becker in den 1970er Jahren. Sie sahen im Sadismus eine Störung in der frühkindlichen Entwicklung, die im Verlauf eine brüchige männliche Identität und ein angst- und konfliktbeladenes Verhältnis zu Frauen auslösen könne. Laut Schorsch und Becker überwindet der sadistische Mann damit die Angst vor Unterwerfung, während der masochistische Mann Kastrationsängste bewältigt.
Frauen fehlen in der Betrachtung. Ebenfalls von Freud beeinflusst war die Theorie von Robert Stoller (Perversion – Die erotische Form von Hass, 1975), die Entwicklung des Sadomasochismus einer kindlichen Frustration zuschrieb. Er beschrieb SM zunächst als sexualisierten Hass, revidierte jedoch seine Meinung 1991 nach einer Neubetrachtung seiner Studien und warb für Verständnis und eine alternative Betrachtungsweise des Sadomasochismus. Fritz Morgenthaler beschrieb ab 1974 abweichendes sexuelles Verhalten, zu dem er neben SM auch Homosexualität zählte, als „Plombe“, mit der der Riss durch in der narzisstischen Entwicklung erlittene Traumata repariert werden solle. Im Gegensatz zu anderen Forschern war Morgenthaler mit therapeutischen Empfehlungen wegen der damit verbundenen Risiken zurückhaltend.

#### Erklärungsmodelle anderer Denkschulen
Neben den psychoanalytischen Erklärungstheorien gibt es weitere Modelle, die versuchen, die Entstehung von sadomasochistischen Präferenzen zu erklären. Dazu gehört das lerntheoretische Erklärungsmodell, bei dem davon ausgegangen wird, dass durch klassische und operante Konditionierung ursprünglich nicht sexuelle Reize zu sexuell erregenden Reizen werden; genauso wie bei der traditionellen Sexualität wird ihrer Ansicht nach die abweichende Sexualität erlernt.
Andere Modelle sind zum Beispiel der biologisch-kulturelle Erklärungsansatz von Ford und Beach (1951), die Lovemaps – innerpsychische Schemata für Sexualität von John Money (1986) – und Masochismus als Kompensation der Alltagsbelastung von Roy Baumeister (1988).

#### Psychologische Aspekte
Es existieren nur wenige Studien, die psychologische Aspekte des Themas BDSM unter Berücksichtigung moderner wissenschaftlicher Standards betrachten. Eine zentrale Untersuchung zu dem Thema stammt von dem US-amerikanischen Sexualwissenschaftler Charles Moser und wurde 1988 im Journal of Social Work and Human Sexuality veröffentlicht. Er kommt zu dem Schluss, dass es generell an Daten über die psychischen Probleme von BDSM-Anhängern fehlt, sich aber dennoch einige grundsätzliche Tatsachen herauskristallisieren. Er betont, dass es keinerlei Anzeichen dafür gibt, dass BDSM-Anhänger gemeinsame Symptome oder irgendeine gemeinsame Psychopathologie haben, und auch aus der klinischen Literatur kein konsistentes Bild von BDSM-Anhängern hervorgegangen ist. Moser weist darauf hin, dass nicht nachgewiesen werden kann, dass BDSM-Anhänger überhaupt irgendwelche besonderen psychiatrischen oder gar auf ihren Vorlieben beruhenden, spezifisch nur bei ihnen auftretende Probleme haben, die im direkten Zusammenhang mit ihrer Orientierung stehen. Moser kommt in seiner Arbeit zusammenfassend zu dem Schluss, dass keinerlei wissenschaftliche Grundlage existiert, die es begründen könnte, Personen dieser Gruppe Arbeits- oder Sicherheitsbescheinigungen, Adoptionsmöglichkeiten, Sorgerechte oder andere gesellschaftliche Rechte oder Privilegien zu verwehren.
Eine australische Umfragestudie mit über 19.000 Antwortfragebögen kam 2008 zu dem Schluss, dass eine BDSM-Neigung und die Auslebung derer als reguläre sexuelle Spielart einer Minderheit anzusehen sei. Ein Zusammenhang mit psychologischen Traumata und Problemen mit Sexualität bestehe nicht.
Eine Untersuchung aus demselben Jahr bestätigte einen Zusammenhang zwischen dem Persönlichkeitsmerkmal Experience Seeking (Bedürfnis nach neuen und starken Reizen) und tatsächlich praktiziertem BDSM.
2013 führten Wismeijer und van Assen eine Vergleichsstudie zu den psychologischen Charakteristika praktizierender BDSMler durch. Die Ergebnisse zeigten, dass BDSMler weniger neurotisch, extrovertierter, offener gegenüber neuen Erfahrungen, weniger anfällig für Zurückweisung, weniger unsicher innerhalb ihrer Beziehung sind und ein subjektiv höheres Wohlbefinden empfinden als die Vergleichsgruppe ohne BDSM-Präferenzen. Innerhalb der einzelnen Gruppen sind diese positiven Aspekte innerhalb der dominanten Personengruppe stärker ausgeprägt als bei den submissiven. Die übernommene Rolle lässt laut Wismeijer auch Rückschlüsse auf die Persönlichkeit zu; Menschen, die oft den dominanten Part übernehmen, erscheinen mental stärker.
Sie sind innerhalb der Gruppe am ausgeglichensten, Switcher bewegen sich in der Mitte. Submissive bilden zwar innerhalb der Gruppe das Schlusslicht, schneiden aber laut der Studie immer noch besser ab als die Personen, die keine BDSM-Sexualpraktiken praktizieren. Wismeijer gab an, dass eine Studie allein nicht darüber bestimmen sollte, ob BDSM als Krankheit im DSM kategorisiert werden sollte, aber zusammen mit anderen Studien würden diese neueren Ergebnisse nahelegen, dass BDSM eher eine Wahl des Lebensstils sei, wenn auch möglicherweise eine seltsame.
Da je nach Operationalisierung (z. B. Identifikation als „BDSM-practicioner“ VS der Frage nach einzelnen konkreten Praktiken wie Fesseln oder körperliche Überwältigung im sexuellen Kontext) 2 bis 62 Prozent der Bevölkerung in der einen oder anderen Form BDSM zuzurechnenden Sexualpraktiken nachgehen, ist die Einordnung als „seltsam“ oder ungewöhnlich jedoch in Frage zu stellen. In der Psychoanalyse entstanden verschiedene Theorien zur Entstehung der als Paraphilien bezeichneten Präferenzen. Die moderne Psychologie untersucht in diesem Zusammenhang vor allem, ob es bei den Praktizierenden gemeinsame Charakter- oder Persönlichkeitsmerkmale gibt, die möglicherweise eine Erklärung für die Vorlieben liefern. Inzwischen hält eine interdisziplinäre Betrachtung (z. B. unter dem Einbezug moderner neurowissenschaftlicher Verfahren) Einzug in die Erforschung und frühere psychopathologische Ätiologiemodelle weichen einem biopsychosoziales Modell ohne Pathologisierung.

## Geschichte

### Begriffsentwicklung

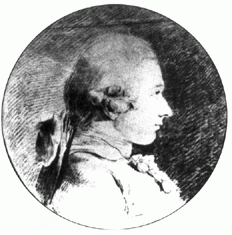
Porträt des Marquis de Sade von Charles-Amédée-Philippe van Loo, 1761

Die Entwicklung des Begriffs BDSM ist vielschichtig. Ursprünglich waren Sadismus und Masochismus reine Fachausdrücke für psychologische Erscheinungen, die als psychische Erkrankung eingestuft wurden. Die Begriffe leiten sich von den Autoren Marquis de Sade und Leopold von Sacher-Masoch ab. 1843 veröffentlichte der ungarische Arzt Heinrich Kaan unter der Bezeichnung Psychopathia sexualis eine Schrift, in der er die Sündenvorstellungen des Christentums in medizinische Diagnosen umwandelt. Die ursprünglich theologischen Begriffe „Perversion“, „Aberration“ und „Deviation“ wurden so erstmals Teil der Wissenschaftssprache. Der deutsche Psychiater Richard von Krafft-Ebing führte in seiner Schrift Neue Forschungen auf dem Gebiet der Psychopathia sexualis 1890 die Begriffe „Sadismus“ und „Masochismus“ erstmals in die Medizin ein.
Nachdem Sigmund Freud 1905 in seinen Drei Abhandlungen zur Sexualtheorie Sadismus und Masochismus als aus einer fehlerhaften Entwicklung der kindlichen Psyche entstehende Krankheiten dargestellt hatte und so die weitere Beurteilung des Themas auf Jahrzehnte hinaus grundlegend beeinflusste, prägte schließlich 1913 der Wiener Psychoanalytiker Isidor Sadger in seinem Artikel Über den sado-masochistischen Komplex erstmals den zusammengesetzten Begriff „Sado-Masochismus“.
Erwin J. Haeberle, Präsident der DGSS, problematisierte diese ursprünglich von singulären historischen Figuren abgeleiteten Begrifflichkeiten, die zugleich einen pathologischen Bezug beinhalteten. Masoch protestierte vergeblich dagegen, dass sein Name für eine simplifizierende Schublade herhalten musste. Nach Haeberle hätten Benennungen für Homosexualität als „Leonardismus“, „Michelangelismus“ oder „Tschaikowskyismus“ nicht den Diskurs versachlicht, sondern nur die jeweilige historische Persönlichkeit herabgewürdigt.
Die BDSM-Szene distanziert sich heute stark von de Sade, da dessen amoralische Philosophie nicht mit den moralischen Prinzipien RACK oder SSC vereinbar ist. Die BDSM-Szene versuchte sich mit dem Ausdruck „B&D“ für Bondage und Discipline von dem pejorativ konnotierten Begriff „S&M“ abzugrenzen. Die Abkürzung BDSM wurde wahrscheinlich in den frühen 1990er Jahren in der Subkultur um die Newsgroup alt.sex.bondage geprägt. Sie ist dort im Juli 1991 zum ersten Mal nachweisbar. Später wurde auch der Bereich Dominance and Submission in den Bedeutungsumfang von BDSM integriert, wodurch das heute gebräuchliche mehrschichtige Akronym entstand.

### Historische Bezüge

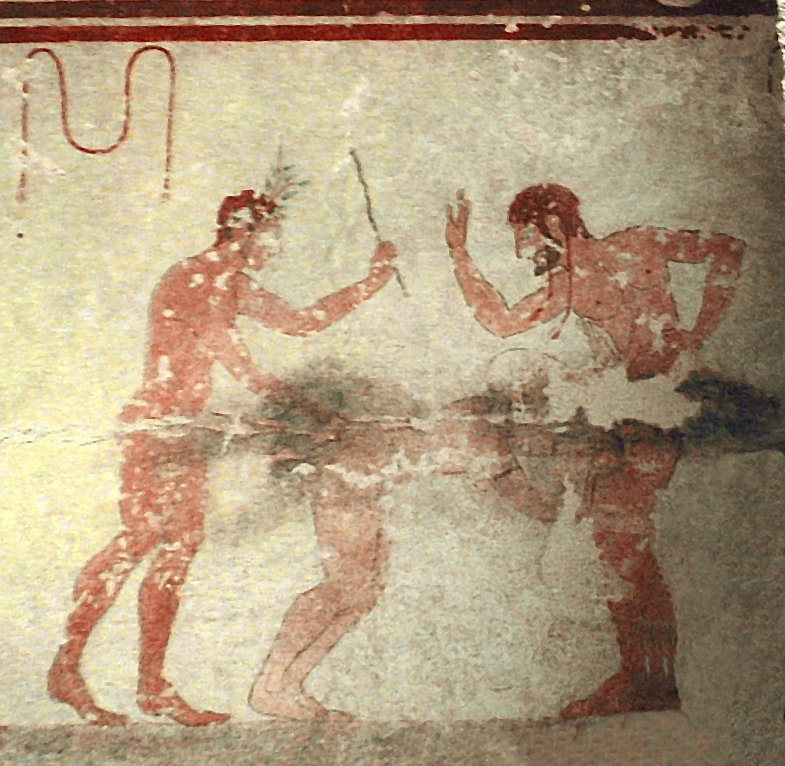
Tomba della Fustigazione

Sadomasochistische Praktiken werden bereits auf einigen der ältesten Keilschrifttafeln der Welt beschrieben, verbunden mit Ritualen zu Ehren der Göttin Inanna. Diese belegen, dass die frühen sumerischen Stadt-Könige Rituale durchführten, in welchen sie sich der Göttin (bzw. deren Priesterin als Manifestation der Göttin) unterzuordnen hatten. Es wird auch auf alte Schriften wie Inanna und Ebih verwiesen, in welchen Rituale erwähnt werden, welche „von Schmerz und Ekstase durchdrungen“, was zur Initiation des Ensis (Stadtfürsten) und zu Reisen mit veränderten Bewusstseinszuständen führte.
Seit dem 9. Jahrhundert v. Chr. wurde in Artemis Orthia – einer der bedeutendsten religiösen Stätten der antiken griechischen Stadt Sparta – mit dem Kult der Orthia eine präolympische Religion praktiziert. Hierbei kam es zu regelmäßigen rituellen Flagellationen. Diese diamastigosis genannten Auspeitschungen wurden von den Priesterinnen an jungen heranwachsenden Männern durchgeführt. Diese Rituale werden von einer Reihe antiker Autoren erwähnt, darunter auch Pausanias.
Eines der ältesten grafischen Zeugnisse sadomasochistischer Praktiken stammt aus einem etruskischen Grab in Tarquinia. In der Tomba della Fustigazione (Grab der Züchtigung, Ende des 6. Jahrhunderts v. Chr.) sind zwei Männer dargestellt, wie sie eine Frau beim Liebesspiel mit einer Rute und mit der Hand schlagen.
Ein anderes Zeugnis über Flagellation findet sich im 6. Buch der Satiren des antiken römischen Dichters Juvenal (1. bzw. 2. Jahrhundert n. Chr.) sowie im Satyricon von Petronius, in dem zur sexuellen Erregung eines Delinquenten gepeitscht wird.
Im Kamasutra werden vier Schlagarten beim Liebesspiel, die für Schläge zulässigen Trefferzonen des menschlichen Körpers und die Arten der lusterfüllten Schmerzenslaute des Bottoms dargestellt. Die Textsammlung weist ausdrücklich darauf hin, dass Schlagspiele genauso wie Kneifen und Beißen beim Geschlechtsverkehr nur in gegenseitiger Übereinstimmung stattfinden dürfen, da sie nicht von allen Frauen als lustvoll empfunden werden. Aus dieser Sicht dürfte das Kamasutra den ersten schriftlich überlieferten Text über SM-Praktiken und -Sicherheitsregeln darstellen. Andere Quellen verwenden eine wesentlich weiter gehende Definition und schildern BDSM-ähnliches Verhalten in noch früheren Epochen und aus ganz anderen Kulturräumen, beispielsweise die mittelalterlichen Flagellanten oder die Gottesgerichte einiger amerikanischer Indianervölker.
Einige Autoren sehen das mittelalterliche Phänomen der höfischen Liebe in all seiner sklavischen Unterwerfung und Hingabe als einen zumindest teilweisen Vorläufer von D/s. Das erste gedruckte Werk zum Flagellantismus ist der 1639 erschienene Tractus de usu flagrorum in re Medica et Veneria (lat. für Eine Abhandlung zum Gebrauch der Peitsche in Medizin und Sexualität) des deutschen Arztes Ioannes Henricus Meibomius. 1749 erschien John Clelands Roman Fanny Hill, in dem ebenfalls Flagellationsszenen beschrieben werden. Mit Erscheinen des Buches wurde die Flagellation auch europaweit als sexuelle Spielart bekannt; die Franzosen bezeichneten die erotische Flagellation als le vice anglais, die englische Sünde.
Berichte über auf Flagellation spezialisierte Bordelle reichen bis zum Jahr 1769 zurück. Das erste bekannte SM-Möbelstück ist das Berkley-Horse, das 1828 von der Londoner Domina Theresa Berkley entworfen wurde und ihr ein Vermögen einbrachte.

### Entwicklung des modernen BDSM
Die Wurzeln der modernen BDSM-Kultur liegen im Dunkeln. BDSM-Motive und Bilder haben während des gesamten 20. Jahrhunderts an den Rändern der westlichen Kultur existiert. Robert Bienvenu sieht die Wurzeln des modernen BDSM in drei wesentlichen Quellen, die er als „europäischen Fetisch“ (seit 1928), „amerikanischen Fetisch“ (seit 1934) und „schwule Lederbewegung“ (seit den 1950er Jahren) bezeichnet. Eine andere Quelle sind die in Bordellen ausgeübten Sexualpraktiken, die bis ins 18. Jahrhundert zurückreichen.

### Lederbewegung

Die Leather-Pride-Flagge, ein Symbol für die BDSM- und homosexuelle Leder-Subkultur

Weite Teile des heutigen BDSM-Gedankenguts lassen sich auf die Subkultur der männlichen homosexuellen Lederszene zurückführen, die sich nach dem Zweiten Weltkrieg aus der US-amerikanischen Motorradfahrer-Subkultur entwickelte.
In seinem 1972 veröffentlichten Buch Leatherman’s Handbook fasste Larry Townsend diese Ideen zusammen, die man später als „Old Guard“-Lederbewegung bezeichnen sollte. Der in diesem Werk beschriebene Verhaltenskodex basierte auf strengen Formvorschriften und festgeschriebenen Rollen in Bezug auf das Verhalten der Beteiligten. Die Lederbewegung wird heute meistens eher als Teilmenge der BDSM-Kultur betrachtet, anstatt als eine aus der Schwulenkultur stammende Entwicklung, obwohl in der Vergangenheit ein großer Teil der organisierten BDSM-Subkultur tatsächlich homosexuell war. Die sogenannte New-Guard-Lederbewegung entstand in den 1990er Jahren als Reaktion auf die der Old-Guard-Lederbewegung zugrunde liegenden Beschränkungen. Diese Bewegung war dem Switchen gegenüber positiv eingestellt, akzeptierte ein viel breiteres Spektrum erotischer Spielarten und beförderte die Anzahl der pansexuellen Clubs.

### Internet
Ab Mitte der 1990er Jahre bot erstmals das Internet die Gelegenheit, in weiten Teilen der Welt, aber gerade auch in den jeweiligen lokalen Regionen, andere Menschen mit speziellen sexuellen Vorlieben zu finden und sich anonym mit ihnen auszutauschen. Dies führte geradezu zu einem massiven Anstieg in der Verbreitung von Informationen und dem Interesse am Thema BDSM. In dieser frühen Phase spielte insbesondere die Usenet-Gruppe alt.sex.bondage eine Pionierrolle. In der Folgezeit begannen, neben herkömmlichen Sexshops, immer mehr Anbieter in Online-Sexshops, auch BDSM-Spielzeug in ihr Sortiment aufzunehmen oder sich gleich ausschließlich auf diese Zielgruppe zu spezialisieren. Das ehemalige Nischensegment entwickelte sich so zu einem festen Bestandteil des Geschäfts mit Erotikzubehör.
Das Internet schuf außerdem neue Möglichkeiten der Interaktion zwischen Top und Bottom, insbesondere über Chat, E-Mail und Videokonferenz. Mit der Finanziellen Dominanz entstand eine neue Spielart des BDSM, welche überwiegend online praktiziert wird.

## Rechtlicher Status
Es hängt von der Rechtslage einzelner Staaten ab, ob Praktiken aus dem BDSM eine rechtliche Relevanz haben oder eine Straftat darstellen können. In Deutschland bleiben BDSM-Praktiken grundsätzlich straffrei, solange eine Einwilligung vorliegt. Nur wenn schwere Verletzungen oder Lebensgefahr drohen, ist eine Einwilligung nicht möglich.
In den Niederlanden, in Japan, in Kanada und in den skandinavischen Ländern stellen diese Praktiken in der Regel keine Straftat dar, solange in die Handlung eingewilligt wurde und die Beteiligten bei Bewusstsein sind, um diese Einwilligung auch weiterhin zu signalisieren.
In Österreich und Italien gibt es keine gefestigte Rechtslage, während in der Schweiz BDSM-Praktiken teilweise strafbar sein können.
In den USA ist die Rechtslage uneinheitlich, im Vereinigten Königreich sind auch einvernehmliche Praktiken verboten. Auch in Ländern, in denen einvernehmliche BDSM-Praktiken gesetzlich erlaubt sind, können pornografische Darstellungen aus dem Bereich BDSM (wie pornografische Literatur, Comics, Zeichnungen, Fotografien oder Videos) unter den Begriff „Gewaltpornografie“ fallen und damit strafbar sein, in Deutschland beispielsweise unter § 184a StGB.

### Literatur

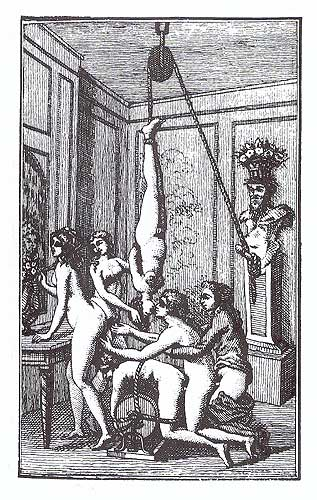
Illustration einer niederländischen Ausgabe von Juliette von de Sade, ca. 1800

## BDSM in Kultur, Kunst und Medien

### Musik

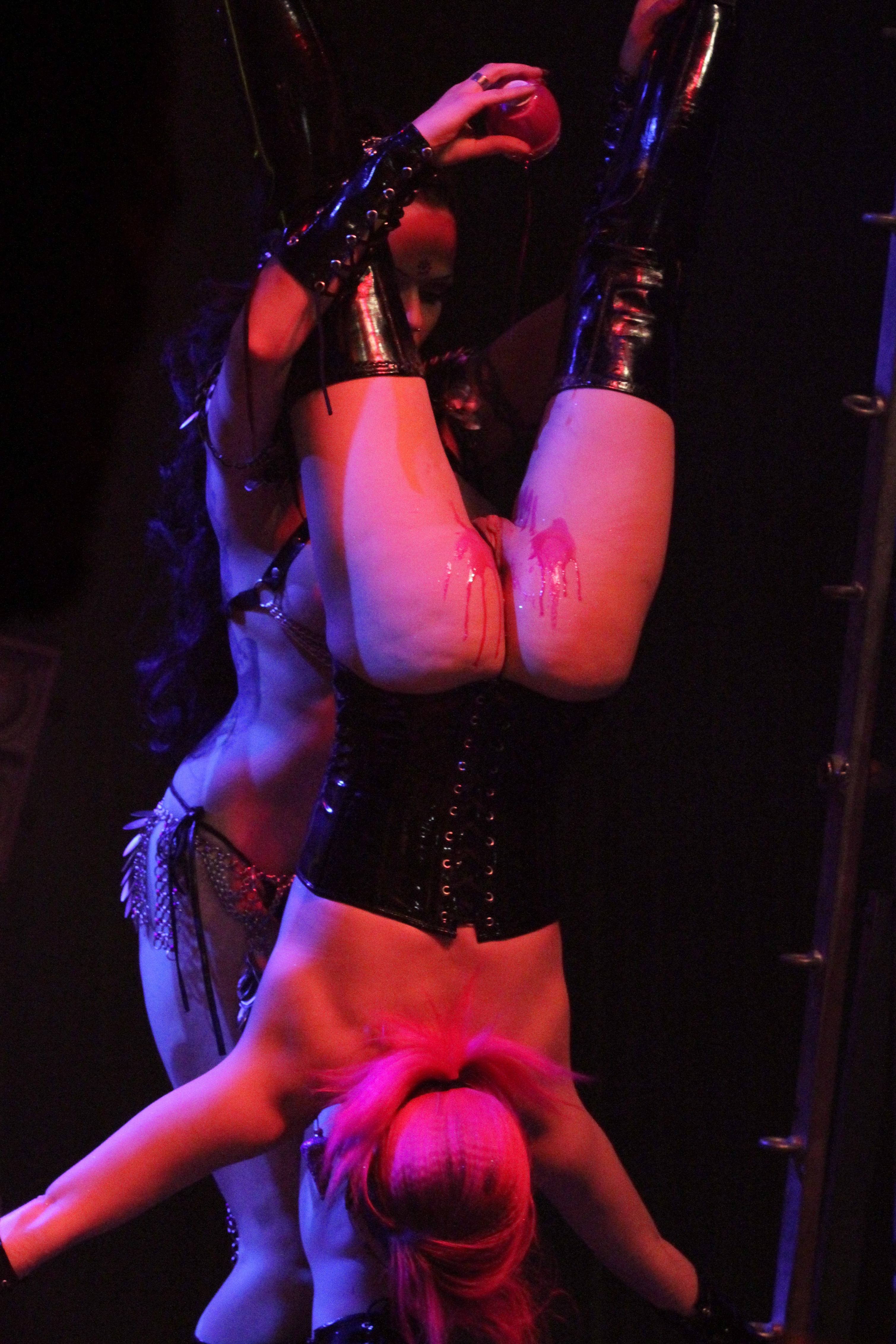
BDSM-Performance während eines Auftritts von Umbra et Imago auf dem WGT 2014

Bereits im Jahr 1967 veröffentlichte die experimentelle Rockband The Velvet Underground das Lied Venus in Furs, das, inspiriert durch die Novelle Venus im Pelz von Leopold von Sacher-Masoch, zahlreiche Anspielungen auf BDSM-Praktiken enthält. Die britische Synthie-Pop-Gruppe Depeche Mode veröffentlichen 1984 auf ihrem Album Some Great Reward den Song Master and Servant. Es folgten weitere Stücke mit BDSM-Bezug wie Strangelove (1987) und In Your Room (1993).
Mit dem Lied Sweet Sweet Gwendoline schrieben Die Ärzte 1986 eine Hommage an die Kunstfigur Sweet Gwendoline des Bondagekünstlers John Willie. Zwei Jahre später folgt das Lied Bitte bitte, das Wünsche eines männlichen Sub beschreibt. In dem über siebenminütigen „Domina-Mix“, der im Jahr 1994 auf dem Best of Das Beste von kurz nach früher bis jetze erschien, erläutert eine befreundete Domina BDSM-Begriffe.
Das 1988 erschienene Album God in Three Persons der Band The Residents greift inhaltlich sowohl BDSM-Themen als auch nichtkonsensuelle Praktiken auf.
Das 1992 von den Nine Inch Nails veröffentlichte Lied Happiness in Slavery leiht sich Titel und Refrain von dem von Jean Paulhan verfassten Vorwort zur Geschichte der O. Die NDH-Band Rammstein kokettiert in ihren Liedern mehrfach mit einem BDSM-Bezug, so z. B. in Feuerräder, Bestrafe mich, Bück dich (alle 1997) sowie Ich tu dir weh (2009). Auch Künstler wie Madonna (Erotica, 1992), die Rockband Aerosmith (Falling in Love (Is hard on the knees), 1997), Janet Jackson (Discipline, 2008), Rihanna (S&M 2010) setzten sich in ihrer Musik mit BDSM auseinander.
Mit Umbra et Imago, Ordo Rosarius Equilibrio, Die Form, Genitorturers und Grausame Töchter gibt es aus dem Umfeld der Schwarzen Szene auch BDSM-Konzeptbands, die in Bühnenshows BDSM-Elemente bis hin zu ganzen BDSM-Performances verwendeten. Der Schweizer Musiker Carlos Perón, der mit der Band Yello bekannt wurde, hat mit den sog. „Fetishsoundtracks“ Terminatrix (1993), La salle blanche (1994), La salle noire (1996) und La salle violette (2002) mehrere BDSM-Konzeptalben komponiert.

### Theater und Kabarett
Es gibt zwar einige Inszenierungen, in denen sadomasochistische Praktiken auch im klassischen Theater als Stilmittel verwendet wurden, aber nur sehr wenige Theaterstücke beschäftigen sich mit BDSM selbst. Beispiele hierfür sind das österreichische „Worauf sich Körper kaprizieren“, eine von Peter Kern geschriebene und inszenierte Adaption von Jean Genets Film Un chant d’amour und das deutsche „Ach, Hilde“ von Anne Schwemmer, in dem mit dem Bild der Domina gespielt wird. Axel Tüting ist ein deutscher Kabarettist und BDSM-Pantomime, der mit erotischem SM-Kabarett auftritt.

### Zeichnung, Comic und Fotografie

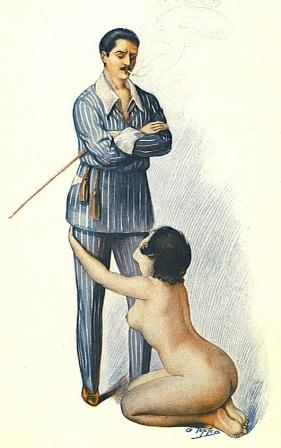
Le Rêve d’un flagellant von George Töpfer

Zeichnungen und seltener Malerei zu sadomasochistischen Themen gibt es seit mehreren Jahrhunderten, auch wenn diese nicht zwingend mit dem heutigen Verständnis von BDSM konform gehen. Viele Zeichnungen zeigen deutlich die Ära, in der sie entstanden, beispielsweise Rudolf Schlichter, ein Vertreter der Neuen Sachlichkeit, der überwiegend weiblich dominierte Sujets malte, Raphael Kirchner, der dem Jugendstil zugerechnet wird, sowie Pierre Mac Orlan, der eine Reihe von Künstlernamen verwendete und das Buch „Les Grandes Flagellées“ illustrierte, oder Georges Töpfer, der eine Leidenschaft für Flagellation und Züchtigung hatte. Neben diesen Künstlern gibt es analog zu Film und Fernsehen auch viele ausgesprochen explizite und pornographische Darstellungen aus dem Bereich, z. B. von Joseph Farrell, DeMentia (Tom Sutton) oder Namio Harukawa.
Nach heute eher unbeholfen wirkenden pornographischen Darstellungen der frühen Fotografie, produzierte während der 1950er und 1960er Jahre Irving Klaw die ersten Reklamefilme und Fotografien mit BDSM-Motiven und veröffentlichte erstmals Comics der heute berühmten Bondage-Künstler John Willie und Eric Stanton. Sein Modell Bettie Page wurde zugleich eines der ersten erfolgreichen Modelle im Bereich Fetischfotografie und eines der berühmtesten Pinup-Girls des US-amerikanischen Mainstreams.
Der von Willie inspirierte italienische Graphiker und Autor Guido Crepax prägte in der zweiten Hälfte des 20. Jahrhunderts entscheidend den Stil europäischer Erwachsenencomics. Die Künstler Helmut Newton und Robert Mapplethorpe sind die prominentesten Beispiele für die zunehmende Verwendung von BDSM-Motiven in der modernen Fotografie und die sich hieraus noch immer ergebende öffentliche Diskussion.
Ausstellungen zu den eng miteinander verwandten Genres BDSM- und Fetischkunst finden weltweit in Erotik- und Sexmuseen wie dem Erotic Art Museum Hamburg oder dem Erotic Museum in Amsterdam, als Wanderausstellungen oder als Beiprogramm entsprechender Messen statt. Ein ausdrücklich dem BDSM und der Lederbewegung gewidmetes Museum ist das Leather Archives and Museum in Chicago mit einer Niederlassung in Amsterdam.

### Film und Fernsehen
Nach der sexuellen Revolution wurden ab den 1960er Jahren literarische Werke wie beispielsweise die Die Geschichte der O (1975) und Venus im Pelz (1969) sehr explizit verfilmt. Darunter waren auch der Kostümfilm Marquis de Sade: Justine (1969), das Sittengemälde de Sade (1969) oder die direkte Sade-Adaption Justine – Schreie hinter Klostermauern (1972).
Aber auch sadomasochistische Bildwelten und Rituale fanden Eingang in ästhetisch anspruchsvollere Filme oder Autorenfilme wie Der letzte Tango in Paris (1972), Maîtresse (1975), Der Käfig (1985), Lulu (1990) oder Tokio Dekadenz (1992). Neosurrealistisch-absurd aufgearbeitet wurden Fando und Lis (1968) nach Arrabals Theaterstück oder das vom Roland Topor geschriebene Drehbuch zu dem bizarren Puppenfilm Marquis (1989); zu diesem Genre gehören auch Dorotheas Rache (1974) oder Die grausame Frau (1985), eine Adaption von Sacher-Masochs Venus im Pelz.
Unerfüllte erotische Machtfantasien aus der Literatur dienten als Vorlage für das Inquisitionsdrama Der Hexenjäger (1968) oder Die Teufel (1971) auf Grundlage des Romans von Aldous Huxley, bei denen nicht einvernehmliche Grausamkeiten dargestellt werden. Missverständlich adaptierte sadomasochistische Szenen kennzeichnet die Gruppe der Sadiconazista-Filme der 1970er Jahre, sie implizieren eine direkte Verbindung zwischen politischer Barbarei und sexueller Perversion; zu diesen Filmen gehören beispielsweise der Film noir Der Nachtportier (1974) und das SS-Bordell in Salon Kitty (1976).
Wesentlich tiefer in das dominant-devote Seelenleben der Protagonisten tauchen Filme wie The Image (1975), Im Reich der Sinne (1976) oder Die Klavierspielerin nach der Buchvorlage von Elfriede Jelinek ein.
Dokumentarisch oder biographisch geprägte Filme waren zunächst eine Seltenheit, wie der Film Exhibition No. 2 (1978), der das Verhältnis einer Domina und ihrem Sklaven untersucht. Ab den späten 1990er Jahren gelang es Filmen wie Preaching to the Perverted (1997), kommerziellen Anspruch und Authentizität miteinander zu verbinden. Mit SICK: The Life and Death of Bob Flanagan, Supermasochist (1997), der Doku-Serie KinK (2001) und Wir leben … SM! (2004) entwickelte sich ein weiterer filmischer Zugang zur Thematik, der sich gezielt auch an breite Zuschauergruppen wendet. Rosa von Praunheim drehte ein klassisches Dokudrama über das Leben der Berliner Domina Lady MacLaine mit dem Titel Dreißig Jahre an der Peitsche (2024)
Publikumserfolge wie 9½ Wochen (1986), Secretary (2002) und die Trilogie Fifty Shades of Grey (ab 2015) haben neben einer ästhetischen glatten Aufarbeitung gemein, dass sie insbesondere idealisierte heteronormative Beziehungen darstellen und erotische bürgerliche Macht-/Ohnmachtsfantasien im Sinne eines „sauberen Sado-Maso-Märchens“ befriedigen.
Neben diesen eher ästhetisch orientierten Filmen existiert ein breiter Markt für sadomasochistische Pornografie in Form von Pornofilmen. Der spanische Regisseur Jess Franco schuf als typischer Vertreter des Exploitation-Genres eine große Anzahl Filme, die unter anderem auf Werken des Marquis de Sade basieren und in Deutschland teilweise indiziert sind.

### Marketing
Seit Anfang der 1990er Jahre werden Motive des BDSM immer wieder im Rahmen größerer Marketingkampagnen gezielt eingesetzt. Bekannte Beispiele im deutschsprachigen Raum sind Plakatmotive der Zigarettenmarken Camel und West, die ein in „typische“ Lederkleidung drapiertes Kamel beziehungsweise eine Domina mit Peitsche zum Inhalt haben. Während West das damalige Motiv wegen „Verstoßes gegen die guten Sitten“ noch zurückziehen musste, fanden BDSM-Motive in den folgenden Jahren immer wieder Verwendung.
So bewarb beispielsweise im März 2007 die Modekette H&M den Verkauf einer von Madonna zusammengestellten Modekollektion mit einem Werbevideo im deutschen Fernsehen. Dieses zeigte die Künstlerin, die für die Verwendung sadomasochistischer Sujets wiederholt kritisiert wurde, als dominante Lifestyle-Ikone, die einer unpassend gekleideten Schülerin unter dem Knallen ihrer Gerte Modeweisheiten wie „Don’t think it – you need to know it“ verpasst, um sie anschließend modisch komplett umrüsten zu lassen.
In Kanada präsentiert Mini 2005 die Winterausstattung des Mini Cooper in Form einer interaktiven BDSM-Session, in der der User mit Unterstützung einer virtuellen Domina unterschiedlichste Schlagwerkzeuge auf dem Fahrzeug austesten kann und dabei die optionalen Sonderausstattungen erläutert bekommt. Der deutsche Dübelhersteller Fischer nutzt in einem persiflierenden Videoclip ebenfalls sadomasochistische Sujets zur Darstellung der Qualität seiner Produkte.
In den USA tritt Anheuser-Busch als Sponsor der Folsom Street Fair auf, und die Jeansmarke Diesel schaltete in den letzten Jahren wiederholt sadomasochistische Anzeigenmotive in Modemagazinen. Die Markenanbieter persiflieren hierbei teilweise weitverbreitete Klischees.

### Deutschsprachig
- Wer liebt, der straft? SM- und BDSM-Erotik zwischen Pathologisierung und Anerkennung. In: Ada Borkenhagen, Elmar Brähler (Hrsg.): Beiträge zur Sexualforschung. Band 105. Psychosozial-Verlag, Gießen 2016, ISBN 978-3-8379-2574-6.
- Norbert Elb: SM-Sexualität. Selbstorganisation einer sexuellen Subkultur. Psychosozial-Verlag, Gießen 2006, ISBN 3-89806-470-0.
- Gisela Fux Wolf: BDSM und Psychotherapie. Eine Handreichung auf dem Weg zum kinkrespektvollen Arbeiten. Reihe Geschlechter und Sexualitäten in Psychotherapie und Beratung. Edition Assemblage, Münster 2023, ISBN 978-3-96042-161-0.
- Matthias T. J. Grimme: Das SM-Handbuch. 14. Auflage. Charon-Verlag, Hamburg 2018, ISBN 978-3-931406-01-1.
- Arne Hoffmann: Lexikon des Sadomasochismus. Lexikon Imprint Verlag, Berlin 2001, ISBN 3-89602-290-3.
- Olaf May: Strafrecht und Sadomasochismus. Shaker Verlag, Aachen 1997, ISBN 3-8265-5595-3 (zugl. Diss. Univ. Kiel 1996).
- Kathrin Passig, Ira Strübel: Die Wahl der Qual. 3. Auflage. Rowohlt, Reinbek bei Hamburg 2009, ISBN 978-3-499-62408-7.
- Elisabeth Wagner: Grenzbewusster Sadomasochismus: SM-Sexualität zwischen Normbruch und Normbestätigung. transcript Verlag, Bielefeld 2014, ISBN 978-3-8376-2870-8.
- Thomas A. Wetzstein u. a.: Sadomasochismus. Szenen und Rituale. Rowohlt, Reinbek bei Hamburg 1993, ISBN 3-499-19632-8.

### Englischsprachig
- Ariane Cruz: The Color of Kink: Black Women, BDSM, and Pornography. New York University Press, New York 2016, ISBN 978-1-4798-2746-6.
- Dossie Easton, Janet W. Hardy: The New Bottoming Book. Greenery Press, San Francisco 2001, ISBN 1-890159-35-2.
- Dossie Easton, Janet W. Hardy: The New Topping Book. Greenery Press, Oakland 2002, ISBN 1-890159-36-0.
- Robin Ruth Linden: Against Sadomasochism: A Radical Feminist Analysis. Frog in the Well, 1983, ISBN 0-9603628-3-5.
- David M. Ortmann, Richard A. Sprott: Sexual Outsiders: Understanding BDSM Sexualities and Communities. Rowman & Littlefield, Lanham 2013, ISBN 978-1-4422-1736-2.
- Jay Wiseman: SM 101: A Realistic Introduction. 2., überarb. u. erweiterte Auflage. Greenery Press, San Francisco 1998, ISBN 0-9639763-8-9.